# Enköpingsvägen

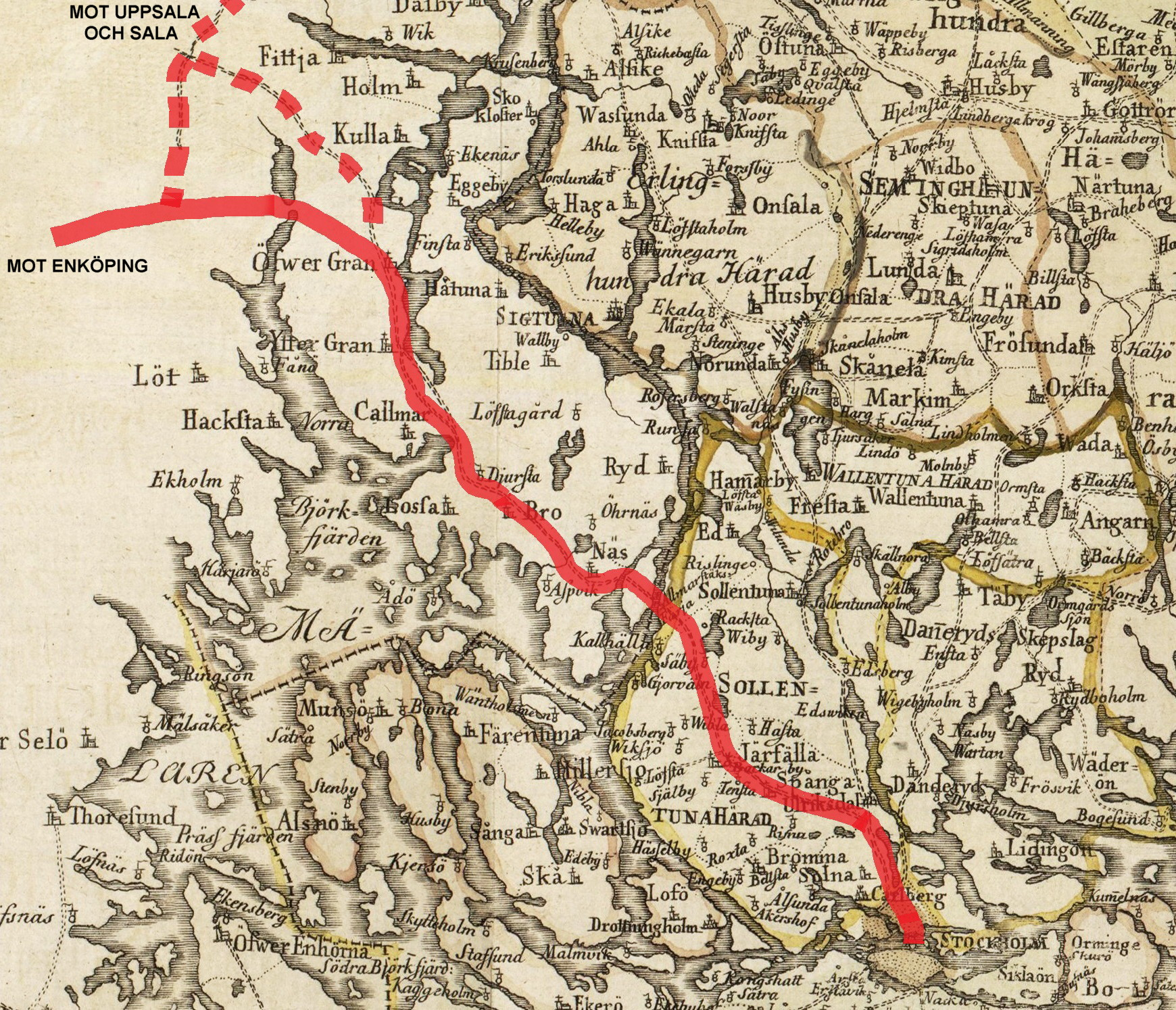
Del av "Wäg Charta öfwer Stockholm" utgiven år 1772 av Jacob Johan Gyllenborg med Enköpingsvägens sträckning inritad.

Enköpingsvägen är det inofficiella namnet för vägförbindelsen mellan Stockholm och Enköping. Denna uråldriga färdväg var redan på medeltiden en av de viktiga landsvägarna från Stockholm och västerut. Vägen har byggts om ett flertal gånger och utgör numera en del av europavägen E18 som går mellan Kapellskär och Oslo. Först på 1930-talet gjordes en större förbättring av vägens standard, troligen genom nödhjälpsarbeten som Statens Arbetslöshetskommission ansvarade för. Idag är Enköpingsvägen/E18 nästan helt utbyggd till motorväg. Det första avsnittet motorväg (genom Järfälla kommun) invigdes i samband med högertrafikomläggningen 1967 och det senaste (förbi Kista-Rinkeby-Hjulsta) öppnades i september 2013. Innan dess var det gamla Rikstolvan som förband Stockholm med Enköping. Med dagens (2013) sträckning är vägavståndet mellan Stockholm och Enköping 78 kilometer.

## Historik

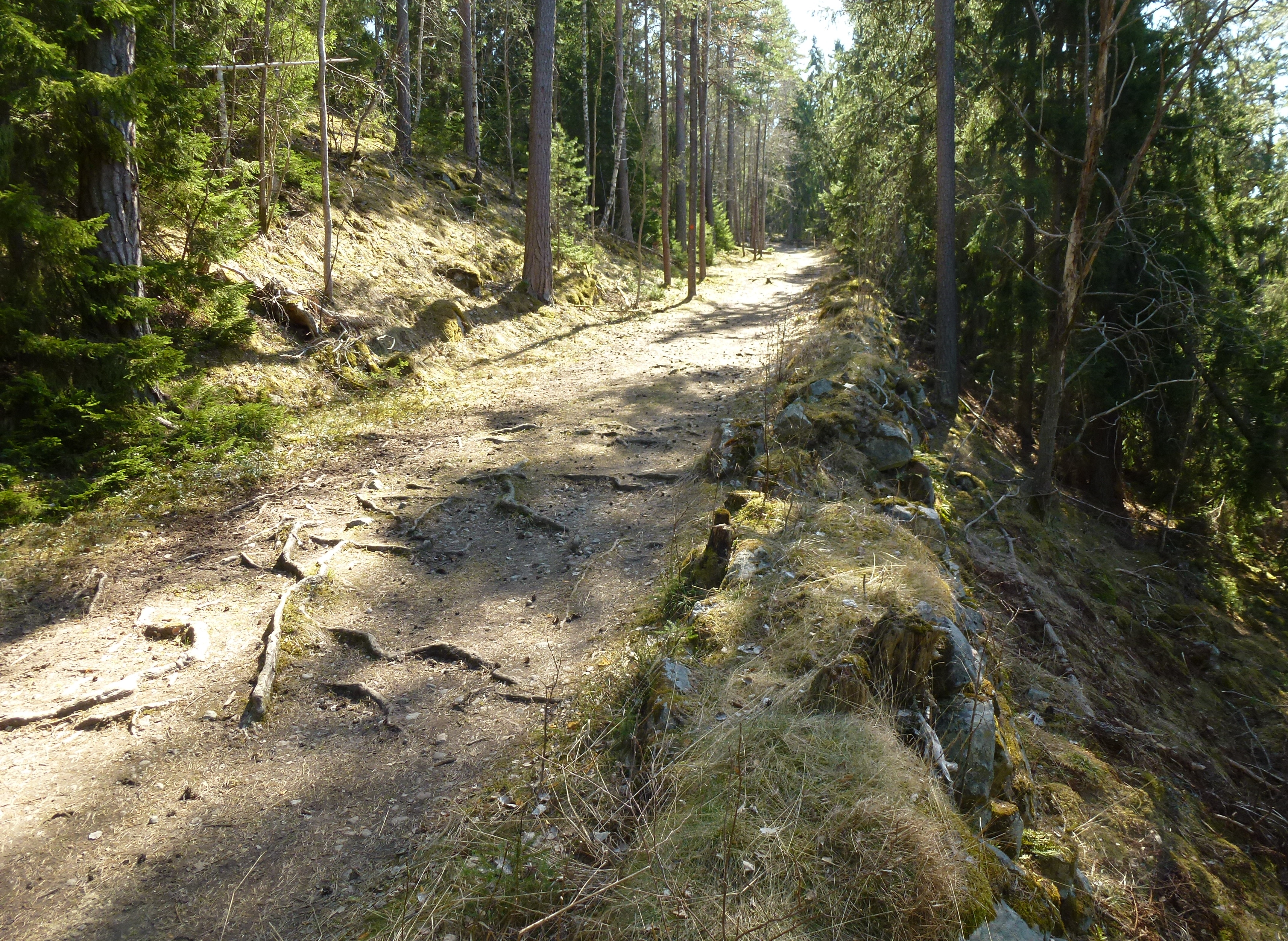
Dalkarlsbacken i maj 2013.

En vägförbindelse mellan Stockholm och Enköping och vidare mot Dalarna och Bergslagen var betydelsefull redan på medeltiden. I Bergslagen fanns den för Sverige så betydelsefulla gruvnäringen och på vägen gick även en omfattande lokaltrafik genom de norra delarna av Mälardalen.
Trots sin betydelse var landsvägen mot Bergslagen delvis en smal ridstig långt in på 1600-talet. Längs vägen fanns två besvärliga passager. Den ena var över Stäketsundet och den andra över den branta sluttningen, kallad ”Stääks backa” på västra sidan av Stäksön. Före 1665 ”gick den gamla vägen uppför en tvärbrant ås emellan berghällar och stenar." För att förbättra vägen anlades den så kallade Dalkarlsbacken, som anses ha varit ett av de första mer organiserade vägbyggena i landet.
Under stormaktstiden blev det viktigt för makthavarna att förbättra Sveriges vägnät. Staten organiserade både underhåll och bestämde vägbredder. En stor landsväg skulle exempelvis ha en bredd av tio alnar (motsvarande sex meter). Det var i första hand bönderna som fick hålla vägarna i skick. Så kallade väghållningsstenar markerade de vägavsnitten som skulle skötas.
På 1650-talet uppsattes för första gången milstolpar av trä längs Enköpingsvägen. Den direkta anledningen var 1649 års gästgivareförordning. Stolparna markerade avstånden till Stockholm på varje kvartsmil och då var det 4 500 alnar (2 672 meter) mellan varje stolpe (se Vägmätning i Sverige). På 1700-talets mitt började man ersätta trästolparna med stenstolpar. I Stockholms län var det landshövdingen Jacob Johan Gyllenborg som lät placera ut stenstolparna, flera av dem finns fortfarande bevarade. Sista gången som milmarkeringar restes var på 1850-talet, då gjutjärnstolpar uppsattes i nya lägen. Då var det landshövdingen Robert Fredrik von Kræmer som var beställare. För varje ny generation milstolpar skedde en viss lägesförskjutning mot Stockholmshållet. Anledningen var nya vägmätningar.

### Milstolpar längs Enköpingsvägen (urval)

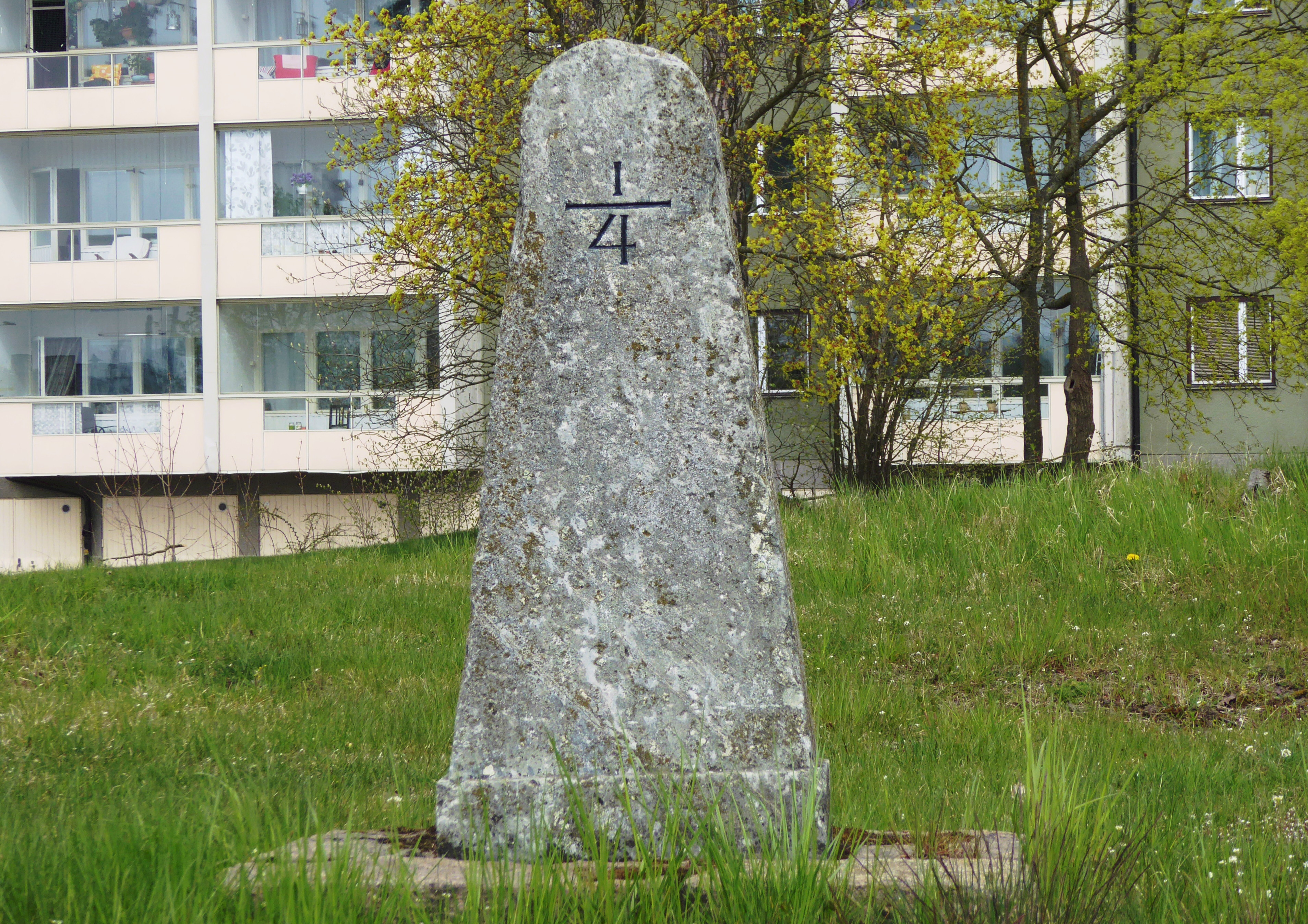
Milsten Solna 15:1 (Solna)
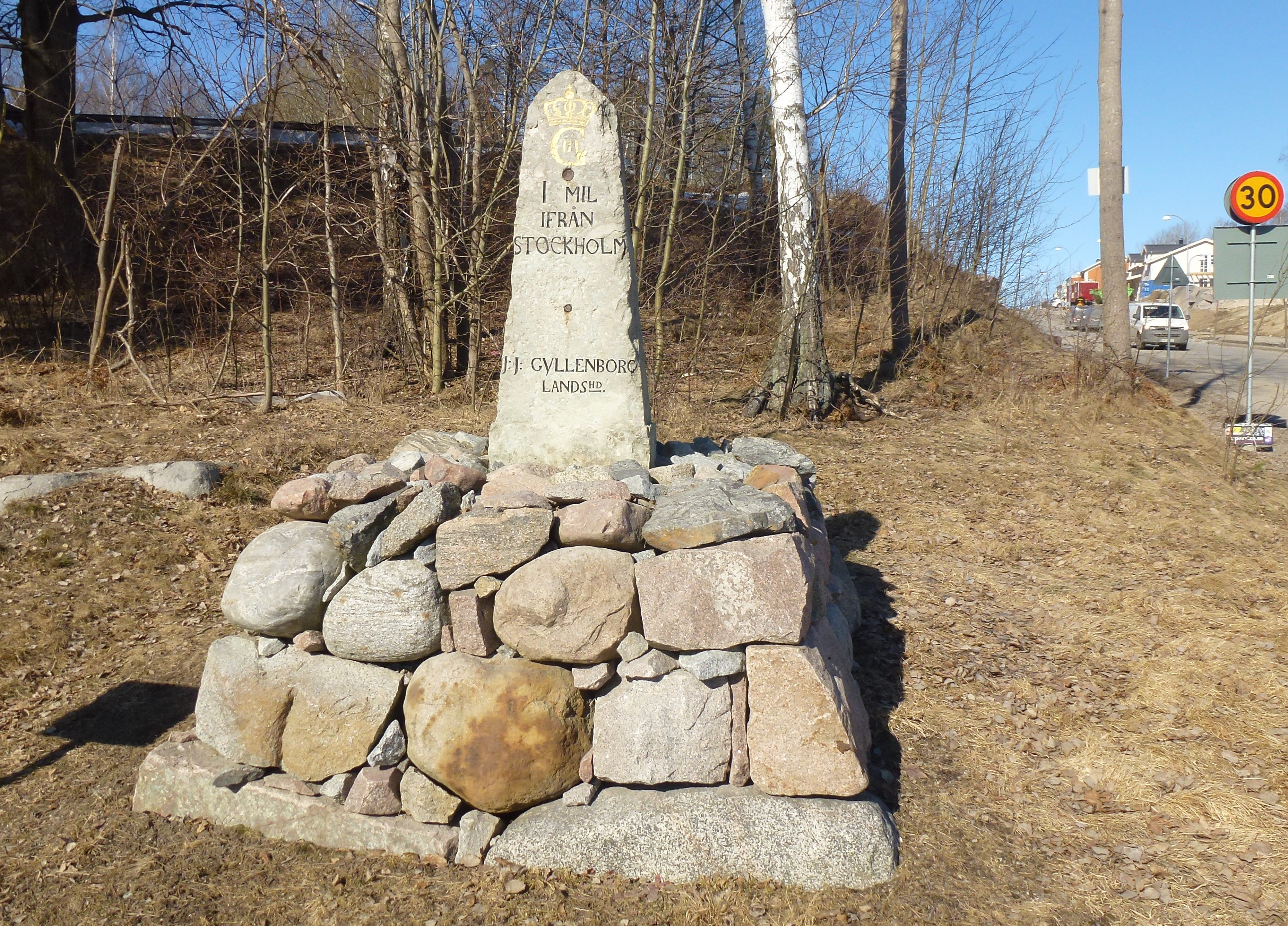
Milsten Sundbyberg 6:1 (Ursvik)
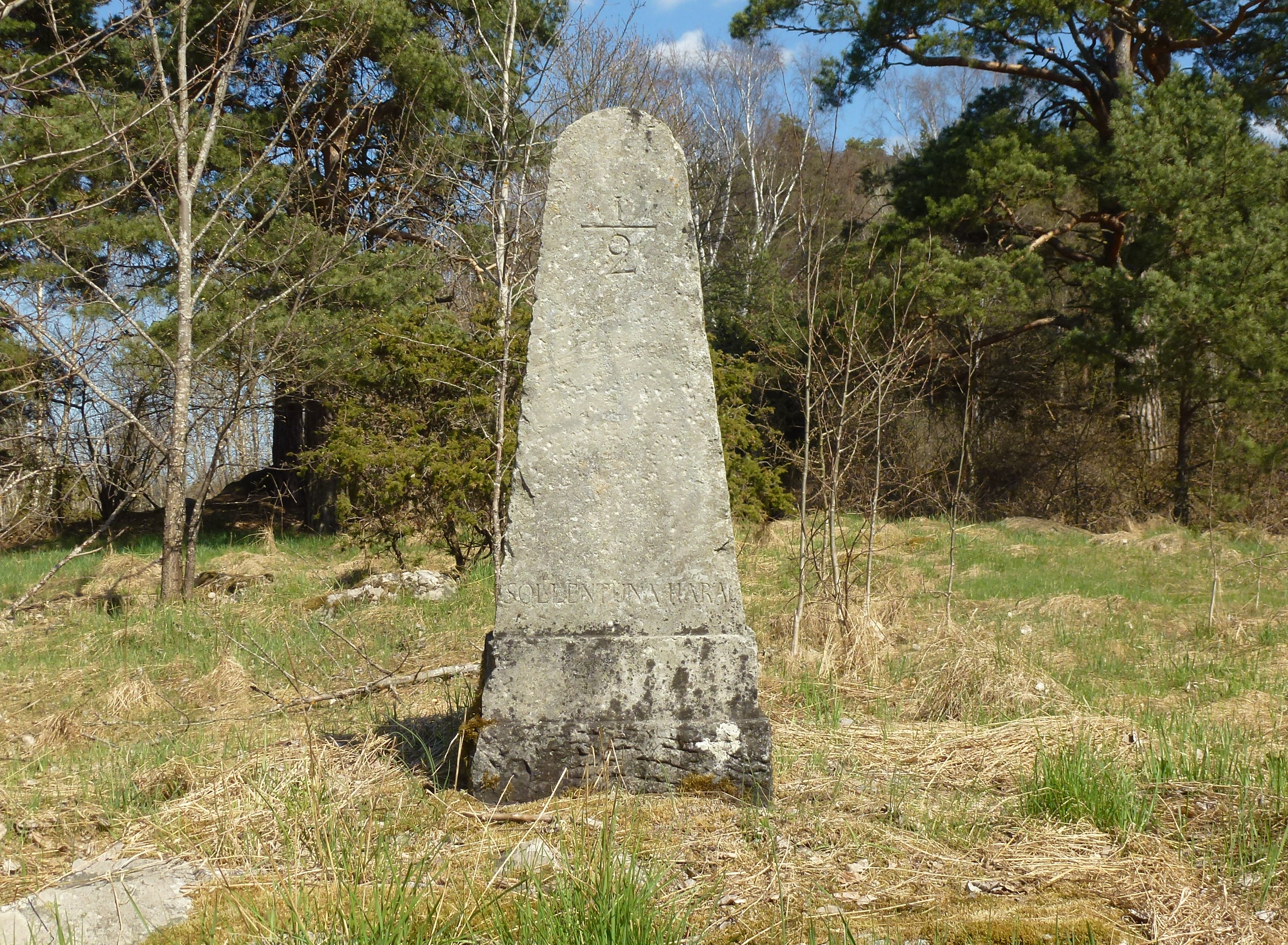
Milsten Spånga 101:1 (Barkarby)
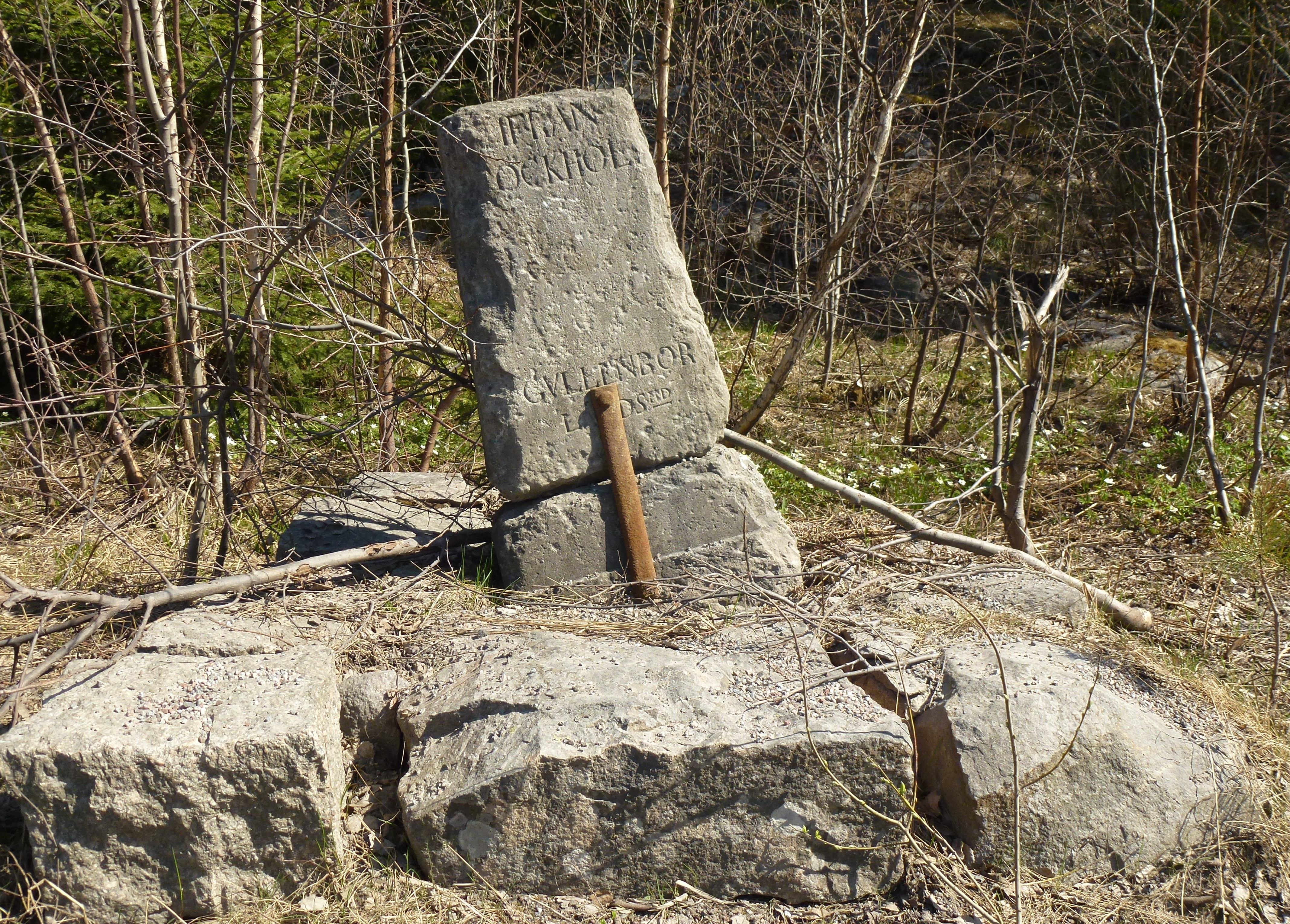
Milsten Järfälla 353:1.jpg (Kallhäll)
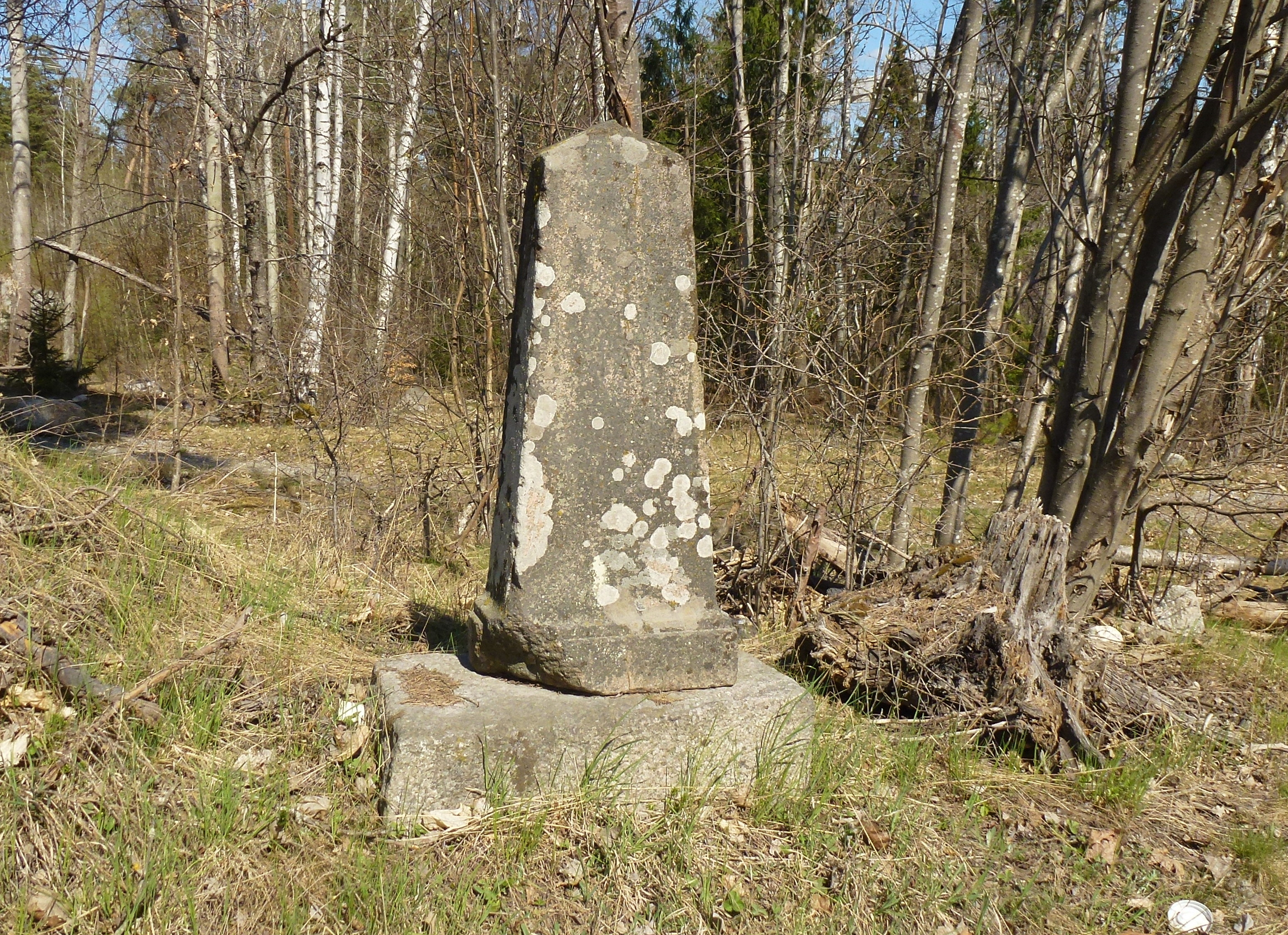
Milsten Kungsängen 2:1 (Stäket)
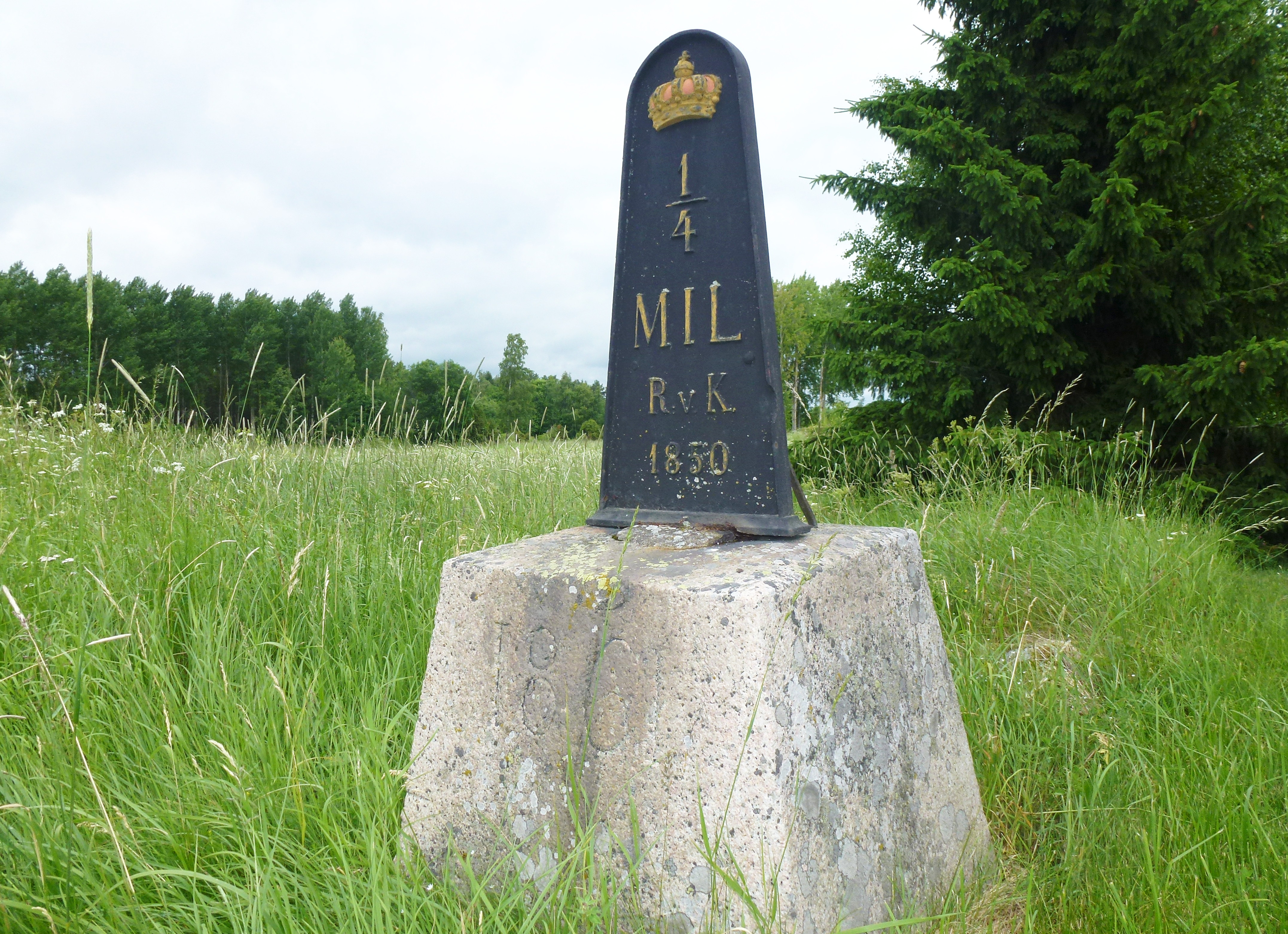
Milsten Husby-Sjutolft 40:1
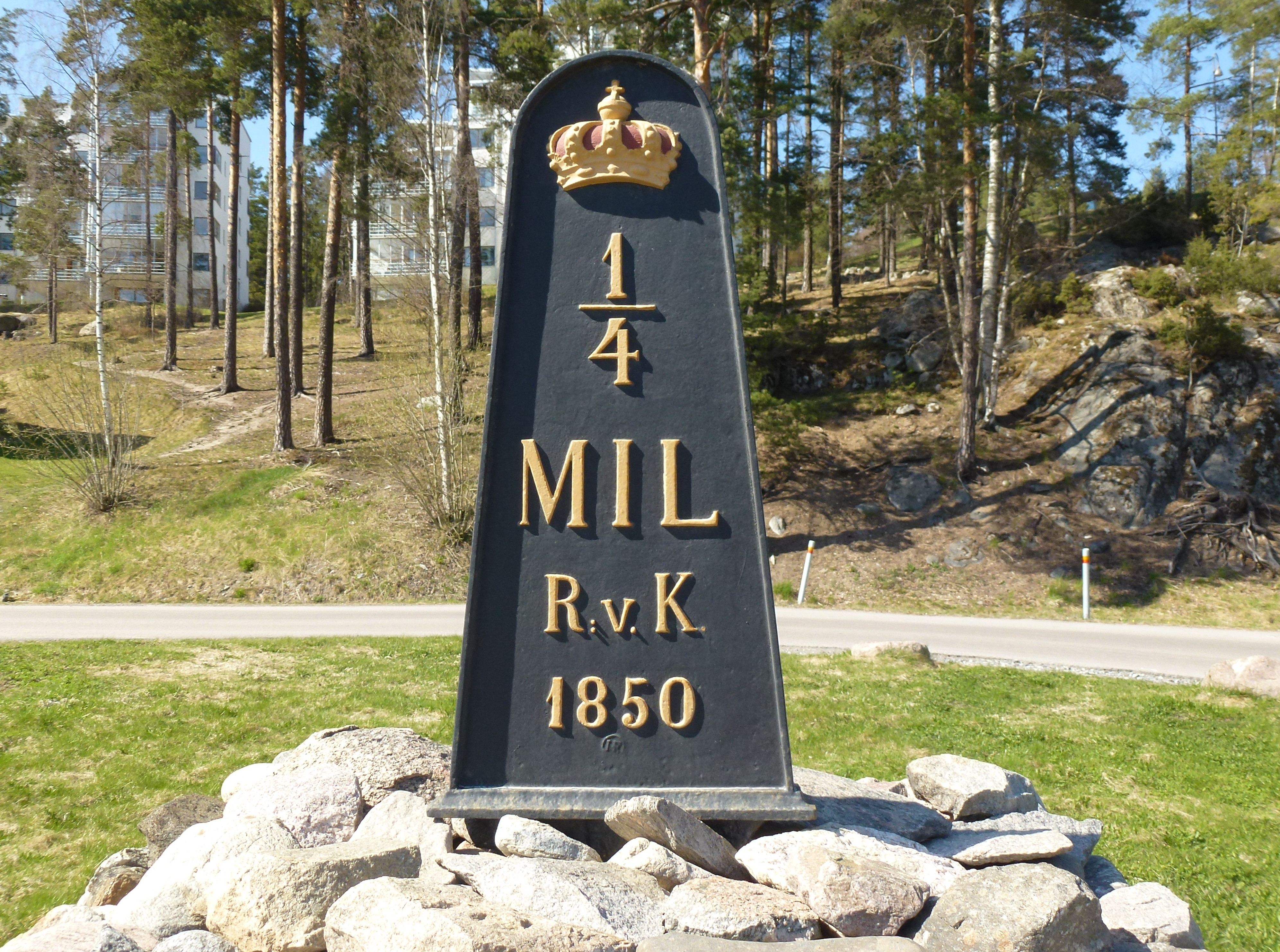
Milstolpe Kungsängen 15:1 (Kungsängen)
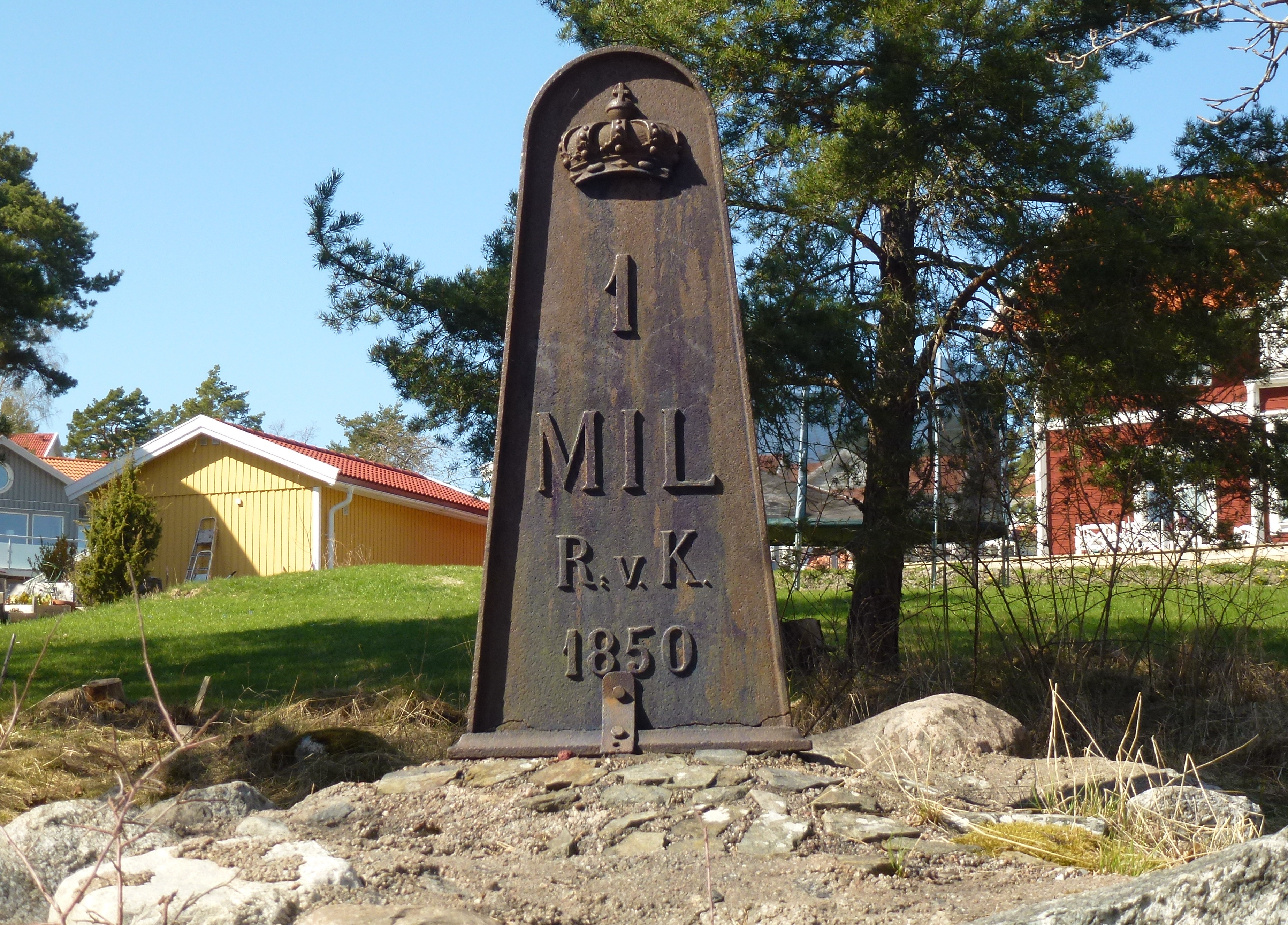
Milstolpe Kungsängen 50:1

## Sträckningen

### Genom Stockholms län

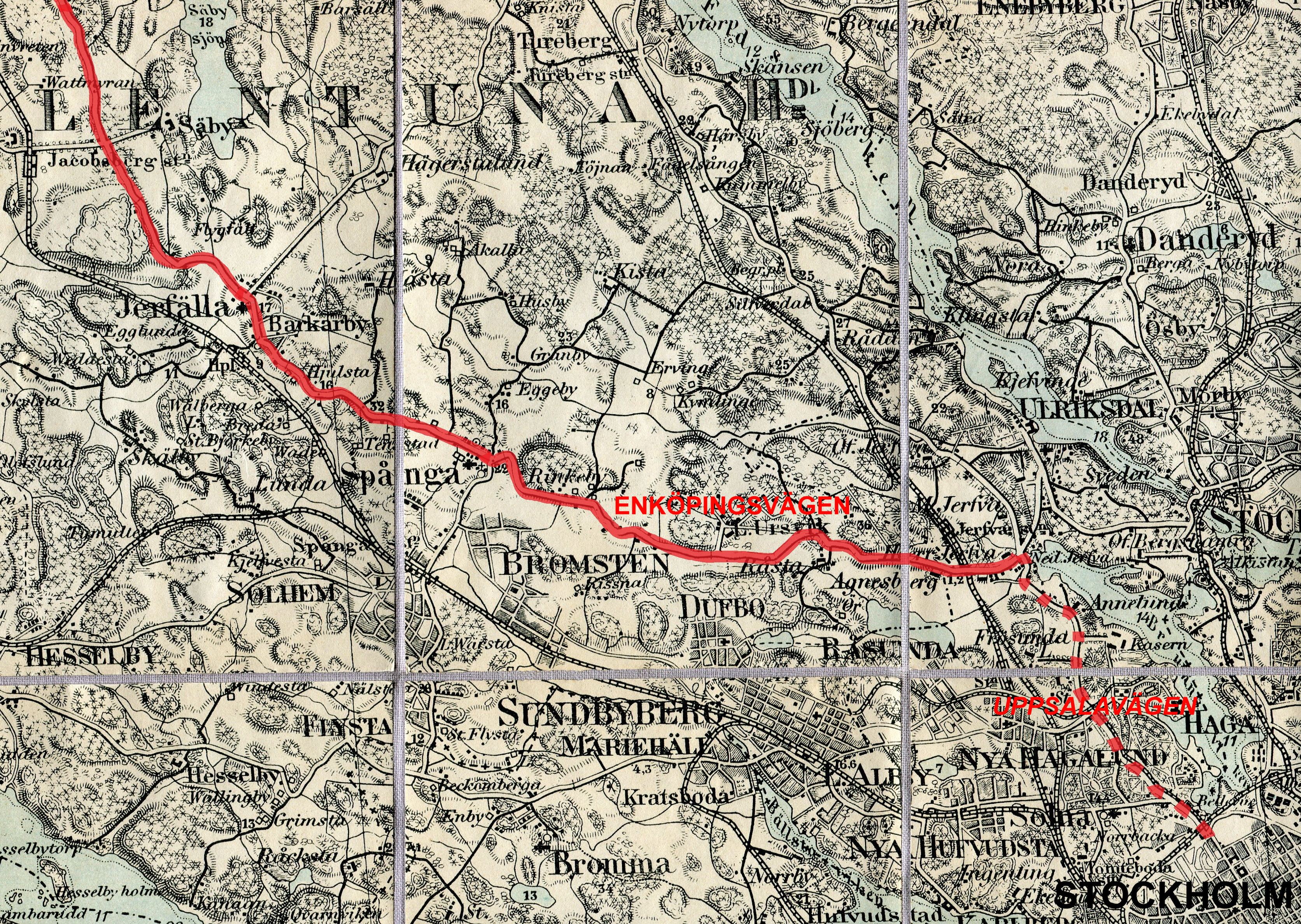
Vägen Stockholm-Jakobsberg 1873.

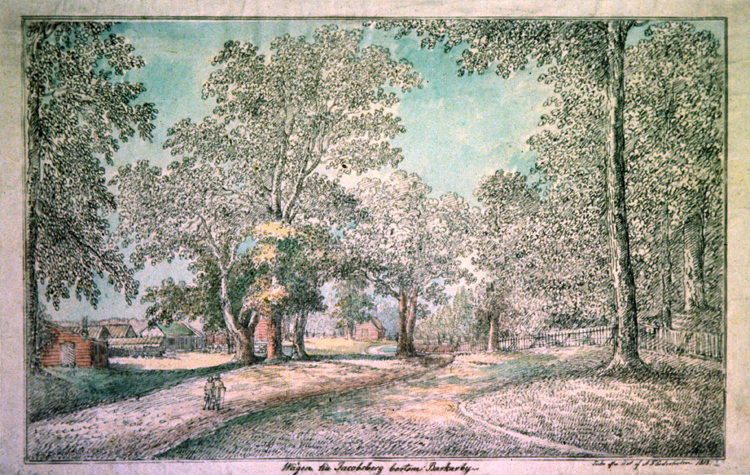
"Wägen till Jacobsberg bortom Barkarby." Teckning av Axel Fredrik Cederholm 1813. Original i Uppsala universitetsbibliotek. (Vägen till Jakobsberg (Enköpingsvägen) bortom Barkarby.)

Enköpingsvägen börjar vid trafikplats Järva krog och Uppsalavägen (E4) där Bergshamravägen (E18) byter namn till Enköpingsvägen. Vägförbindelsen är cirka 4,5 kilometer lång och går genom tre kommuner: Solna kommun, Sundbybergs kommun och Stockholms kommun. Avsnittet i Stockholms kommun utgör själva korsningen med Ulvsundavägen och är bara några tiotal meter lång. Leden är för närvarande en del av E18. Med byggstart 2010 utfördes en delvis ny sträckning av E18 norr om Stockholm vilket bland annat innebär att länsväg 279:s körbanor mellan Rinkeby och Kista ersätter Enköpingsvägen. Längs vägsträckan märks bland annat den numera försvunna Järva krog samt bostadsområdena Ursvik och Hallonbergen samt Bankhus 90 (SEB:s stora kontorshus i Rissne). I Ursvik intill korsningen Gamla Enköpingsvägen/Milstensvägen påminner en bevarad milstolpe (Sundbyberg 6:1) med inskription ”1 Mil ifrån Stockholm” om vägens tidigare sträckning.
Från Ursvik och norrut fram till Hjulstakorset är den ursprungliga vägsträckan nästan helt utplånat men därefter finns Enköpingsvägen kvar och kallas bitvis ”Gamla Enköpingsvägen”. Den går parallellt och öster respektive väster om nuvarande motorväg E18. Vid Eriksberg står ett gränsmärke som markerar gränsen mellan Stockholms stad och Järfälla kommun. Märket är av gjutjärn, daterat 1962 och smyckat med Gustaf VI Adolfs krönta spegelmonogram. Efter Barkarby torg hade vägen tidigare svängt mot norr och följt nuvarande Härads- och Kyrkvägarna förbi Järfälla kyrka. Här fanns en beryktad raksträcka som inbjöd till höga hastigheter med en del dödsolyckor till följd. Sedan sträcker sig gamla Enköpingsvägen förbi Barkarby flygfält, Jakobsberg, Kallhäll och Stäket. Mellan Jakobsberg och Kallhäll står en av Gyllenborgs 1700-tals milstenar (Järfälla 353:1) med avslagen topp. Norr om Kallhäll finns cirka 300 meter av den gamla färdvägen bevarad mellan motorvägen E18 och gamla Enköpingsvägen.

### Historiska bilder

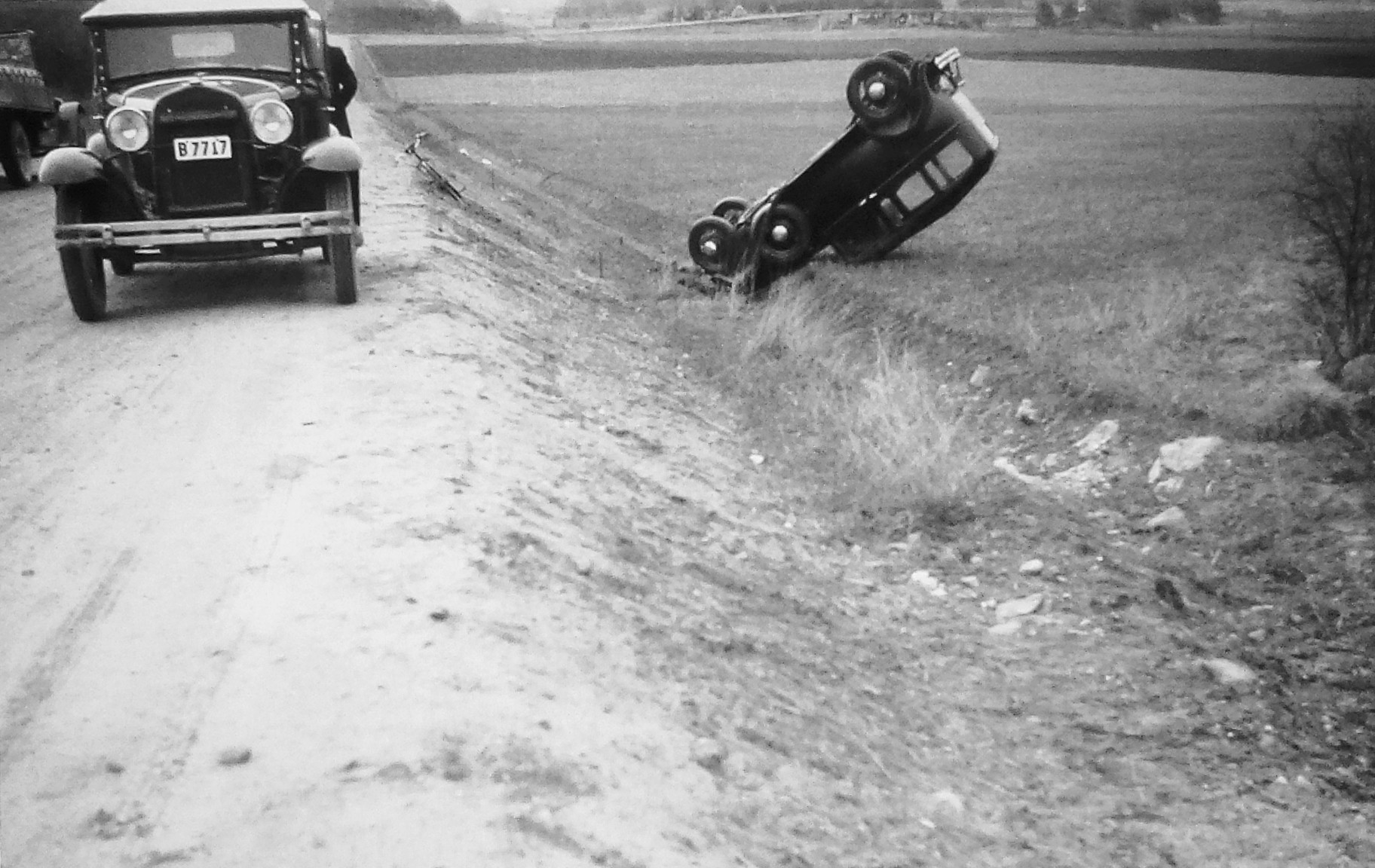
Bilolycka på raksträckan vid Barkarby 1933
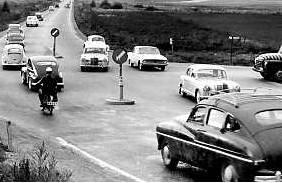
Bilkö på Enköpingsvägen vid Barkarby 1961
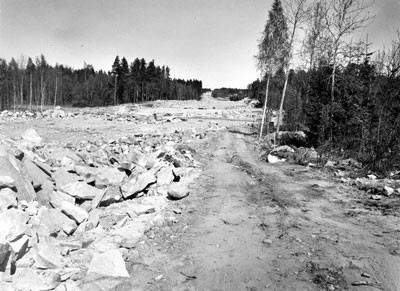
Bygget av nya E18 genom Järfälla 1965
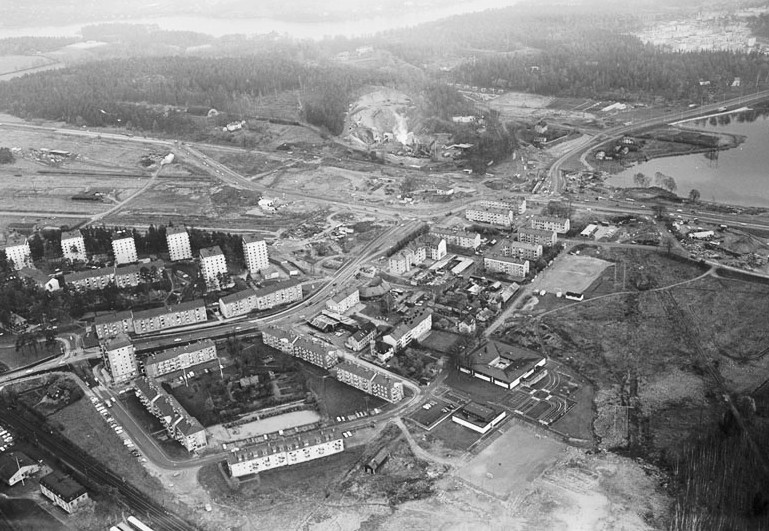
Bygget av trafikplats Järva krog 1967

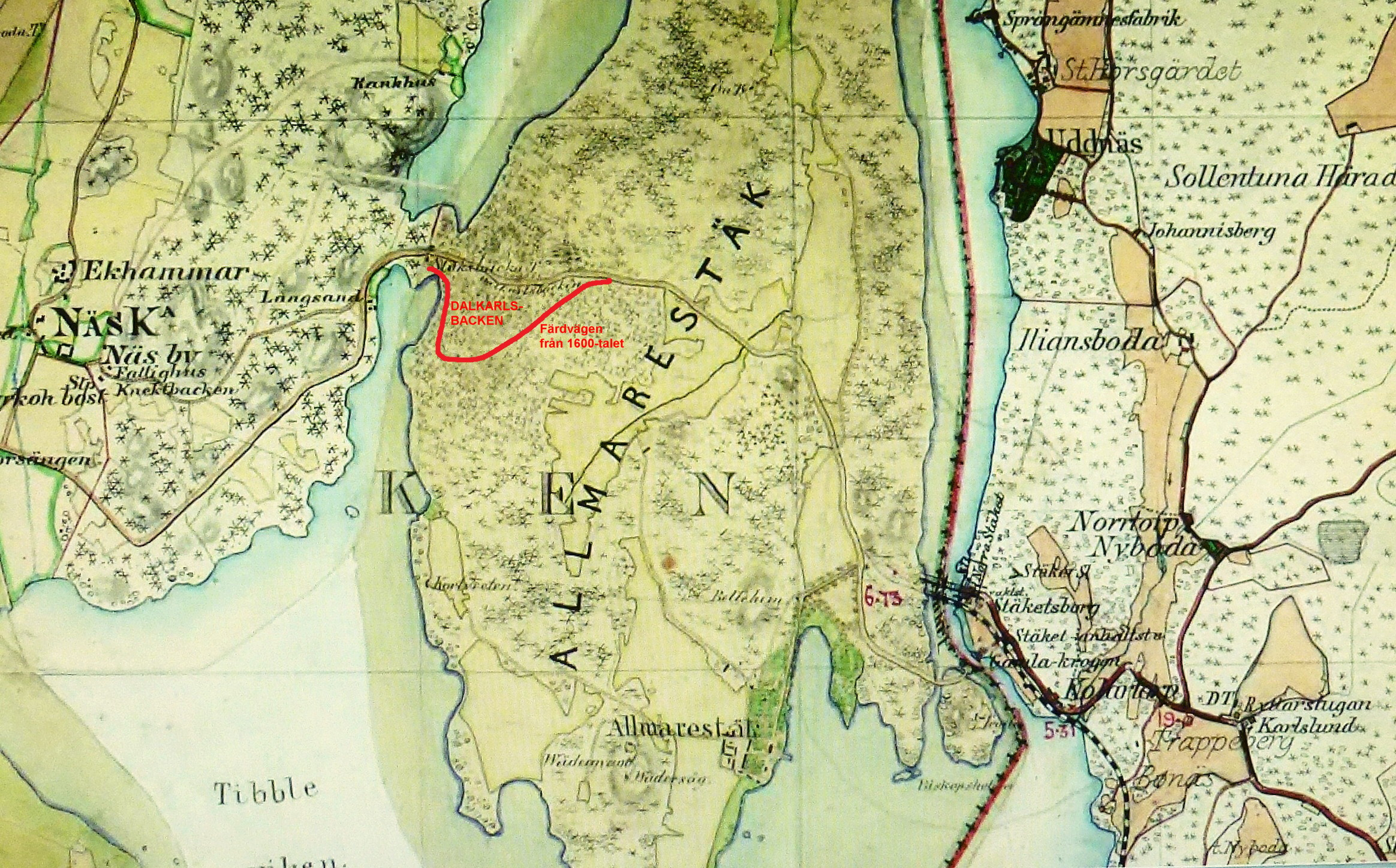
Allmarestäk med Dalkarlsbacken och 1600-tals samt 1800-tals färdvägar. Karta från omkr. 1900.

I Stäket går vägen över Stäketsundet till Stäksön. Platsen var av strategisk betydelse och redan på 1300-talet fanns här en försvarsanläggning: Biskoparnas borg. En färja omtalas för första gången på 1440-talet. Den första bron byggdes av staten på 1630-talet. Från den tiden är det västra brofästet fortfarande bevarat. Anläggningen följdes av ytterligare tre broar anlagda på 1860-talet, på 1920-talet och dagens högbro från 1967 (se  Stäketbroarna för vägtrafik).
Strax innan Enköpingsvägen lämnade Stäksön fanns en besvärlig och brant ås. Den 18 september 1665 kom regeringens uppmaning till krigskollegiet att "taga borth Stääks backa" och 200 man ur Dalregementet skickades till platsen för att bygga en cirka 200 meter lång stödmur av natursten. Den enorma stenkonstruktion syns fortfarande idag och kallas Dalkarlsbacken. Under 1800-talet blev det allt svårare att passera Dalkarlsbacken eftersom fordonen som färdades på vägen blev större och tyngre och trafiken tätare. "Stäcksbacke", som Dalkarlsbacken kallades på 1800-talets mitt, torde ha varit en av de svåraste vägavsnitten i landet och omnämndes i många reseberättelser. Efter det att en postdiligens kring 1850 släppt i den branta backen beslutade myndigheterna om en genomgripande ombyggnad. En ny, rakare väg sprängdes ut för att undvika den gamla vägens skarpa kurva. Från den tiden kvarstår en mäktig, cirka 150 meter lång och 3-4 meter hög stödmur i huggen natursten.
På 1930-talet hade Enköpingsvägens trafikbelastning ökat igen och 1850-talets vägsträcka vid Dalkarlsbacken upplevdes nu som smal och besvärlig att ta sig fram, särskild vintertid. En ny bredare vägbank anlades parallellt och norr om den gamla. Vägarbetet var troligen ett nödhjälpsarbete. Fram till 1971 var det Stockholms viktiga vägförbindelse med Oslo. Åter hade trafikintensiteten ökat och en ny lösning blev motorvägsbygget med flera högbroar som medför att vägtrafiken inte längre leds ner i dalgången över Ryssgraven. Från och med 1971 passerar trafiken högt över området på en motorvägsbro strax norr om Dalkarlsbacken.

### Nutida bilder gamla Enköpingsvägen

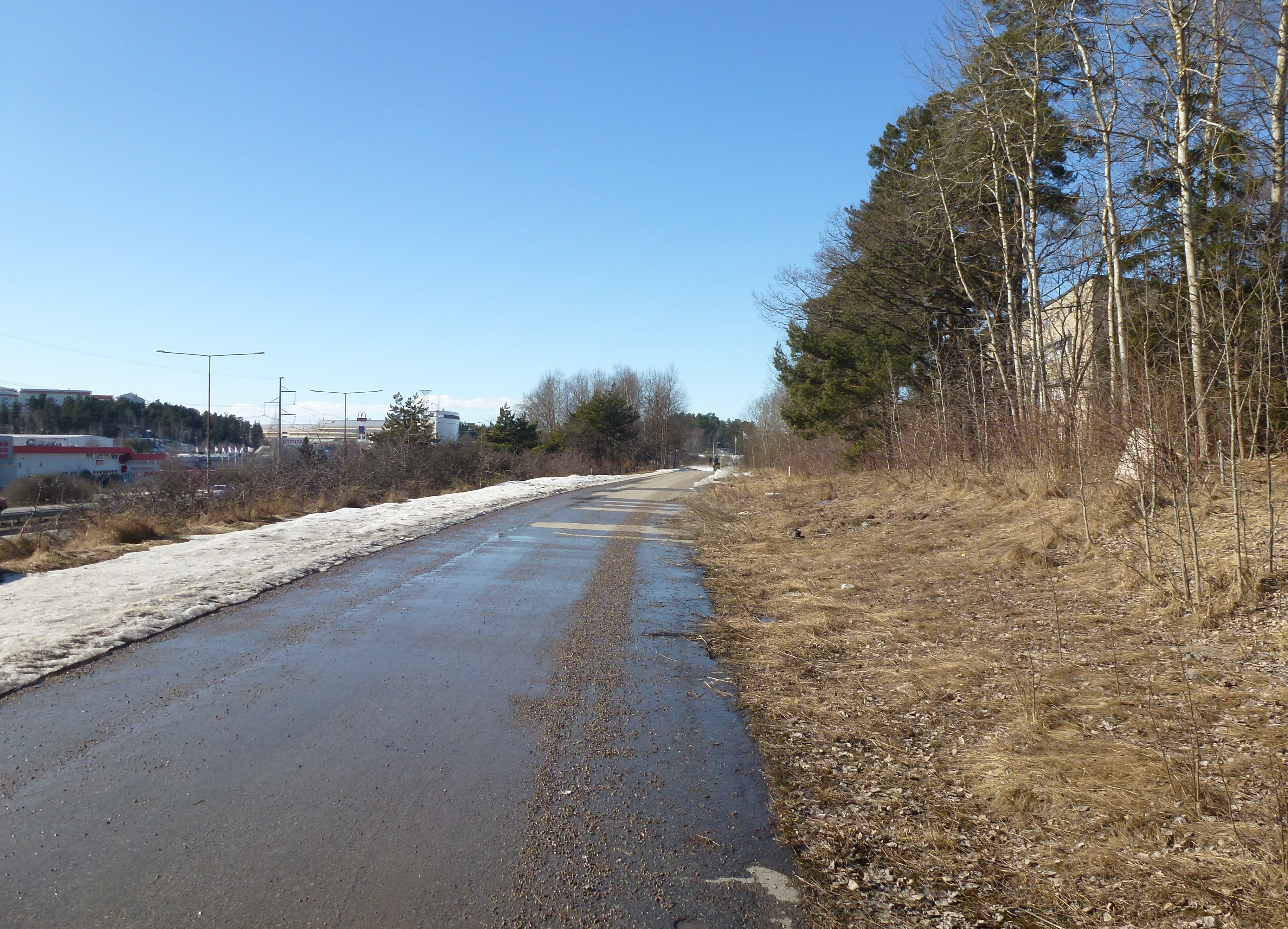
Gamla Enköpingsvägen vid Ursvik, vy mot väst
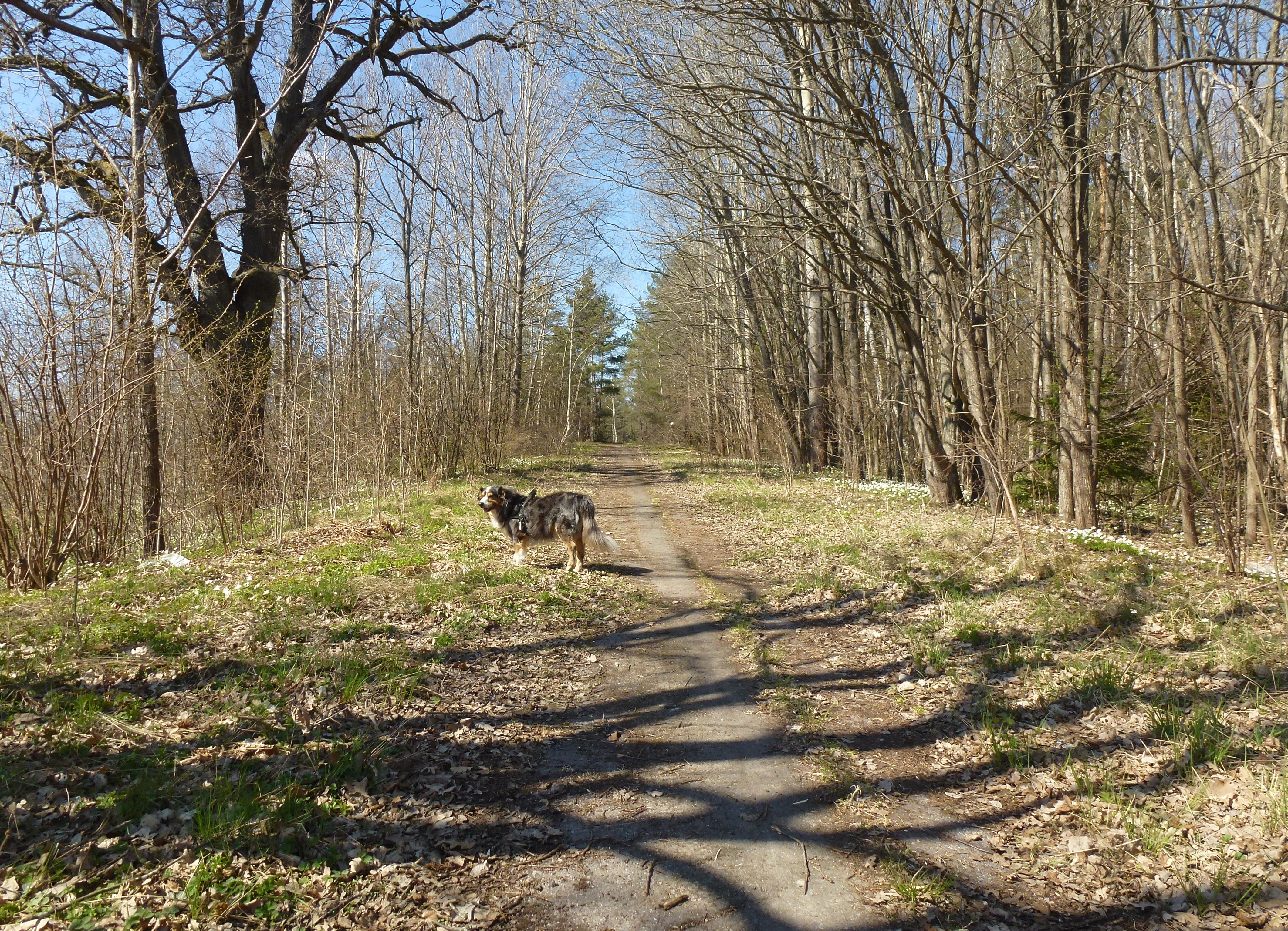
Gamla vägbanken vid Kallhäll, vy mot norr
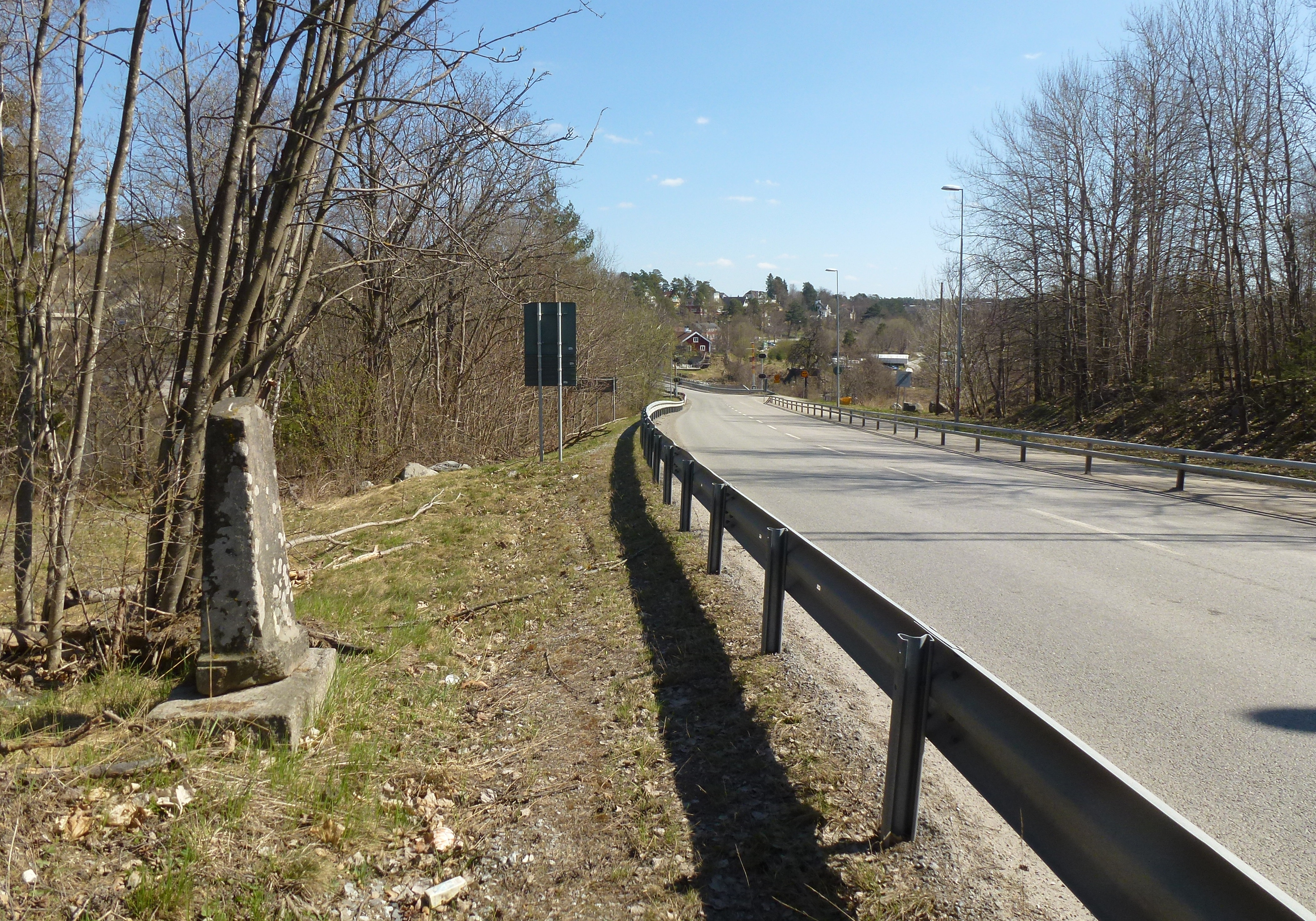
Gamla vägsträckningen direkt väster om gamla Stäketbron, vy mot öst
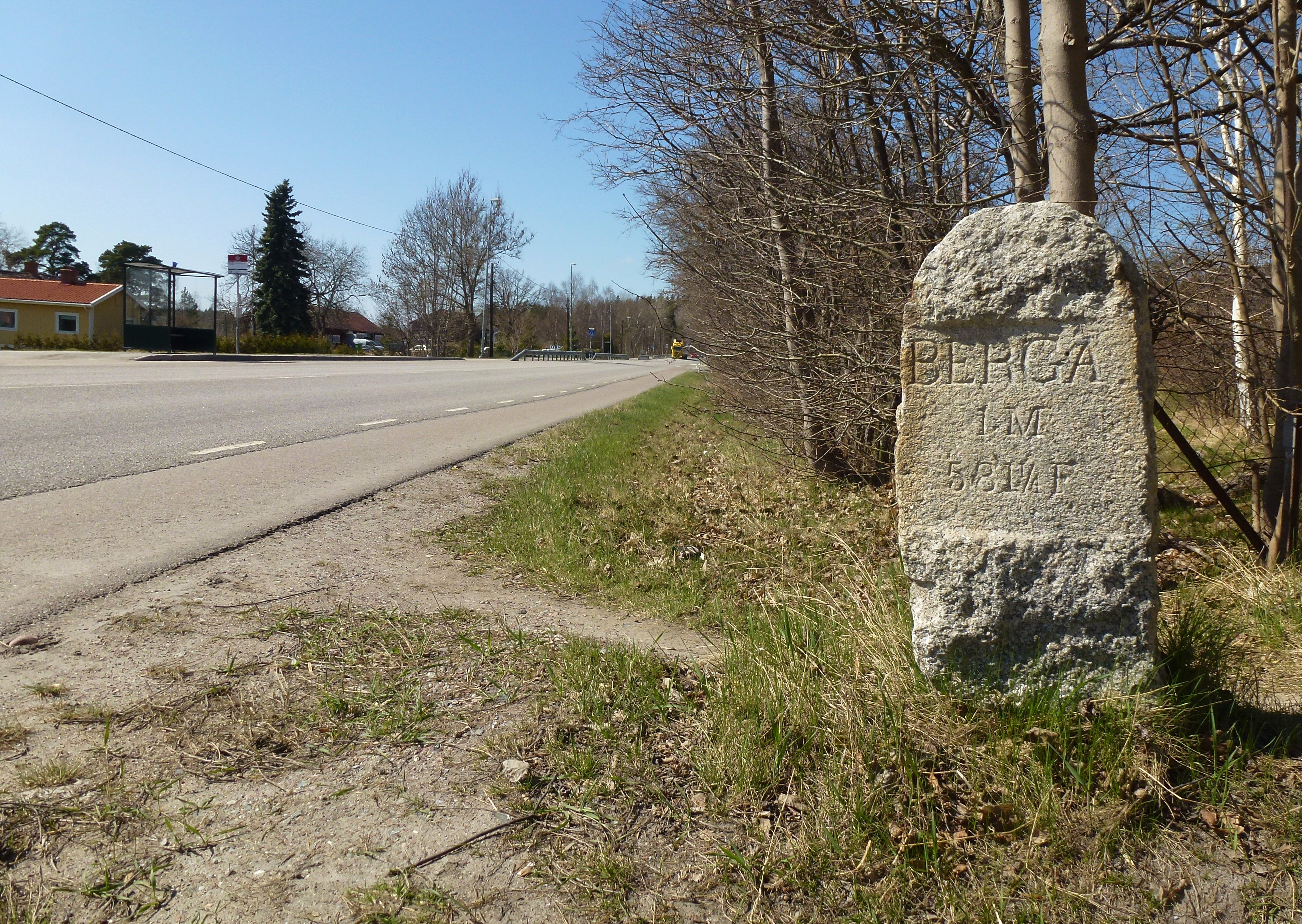
Gamla vägsträckningen väster om Kungsängen, vy mot väst

Förbi Kungsängen har Enköpingsvägen flera sträckningar. Den äldsta går nästan rakt genom samhället och heter bland annat ”Gamla landsvägen”, ”Kyrkvägen” och ”Tibble gårdsväg”. Med hjälp av bevarade milstolpar och väghållningsstenar är det lätt att rekonstruera vägsträckningen. Milstolparna är av 1850 års utförande signerade R:v.K. (står för landshövdingen Robert Fredrik von Kræmer) och i gjutjärn. Den ena har svartmålad bakgrund med gulmålad text och kungakrona, den andra är omålad (Kungsängen 15:1 och Kungsängen 50:1). Söder om Kungsängen passerar vägen så som den byggdes på 1930-talet, där heter den ”Enköpingsvägen” och motorvägen E18 från 1971 går norr om samhället. I höjd med Urfjälls gård står en väghållningssten med påskrift "BERGA 1M 581 1/4 F".
Förbi Bro i Upplands-Bro kommun följer Enköpingsvägen i stort sett sin historiska sträckning söder om samhället medan motorvägen går norr därom. Väster om Bro finns några avsnörda vägrester till höger och vänster om nuvarande väg. I höjd med Kalmarsand byter vägen namn till ”Stockholmsvägen” och lämnar Stockholms län.

### Nutida bilder (E18)

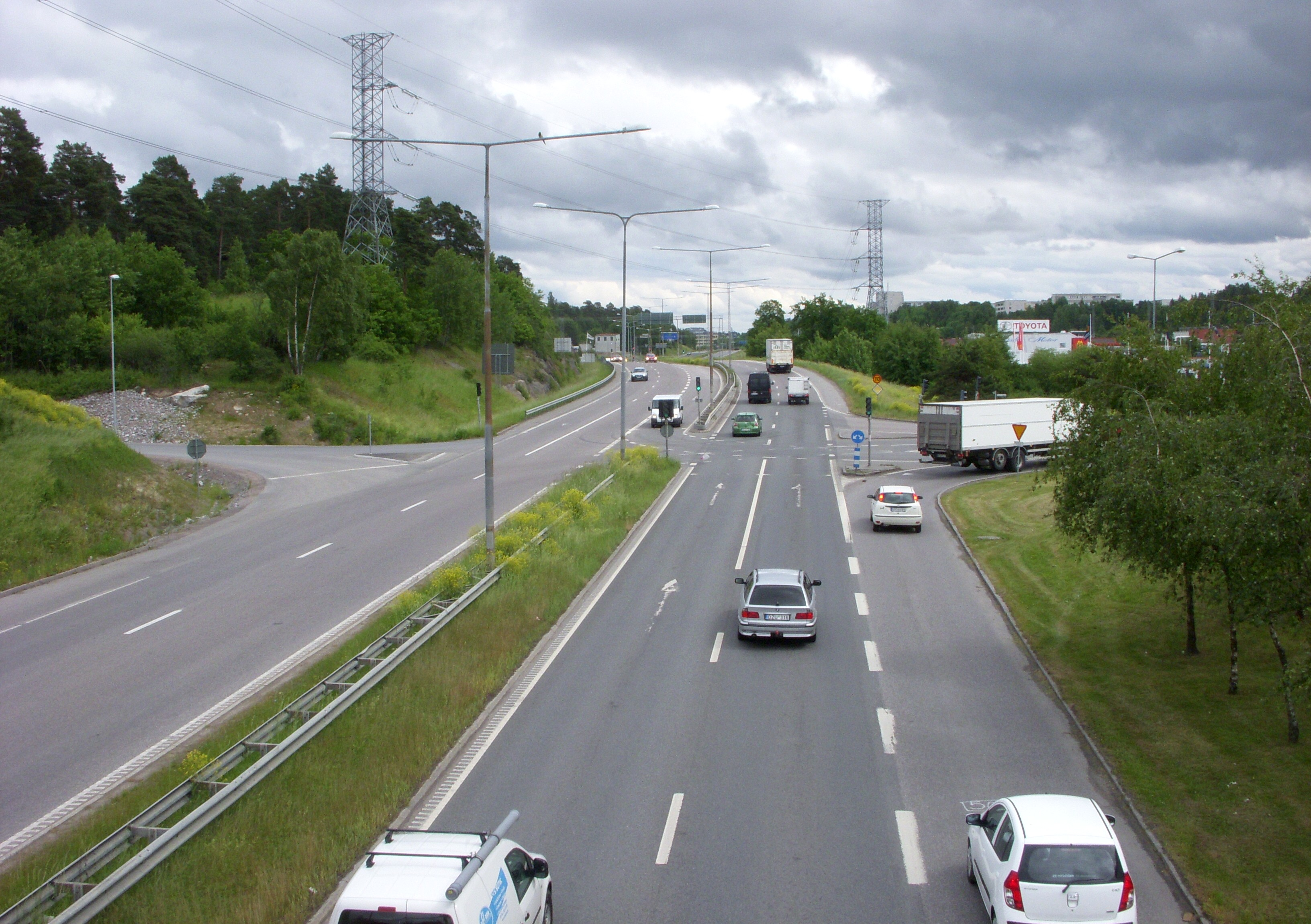
Enköpingsvägen vid Rissne, vy mot öst, 2010
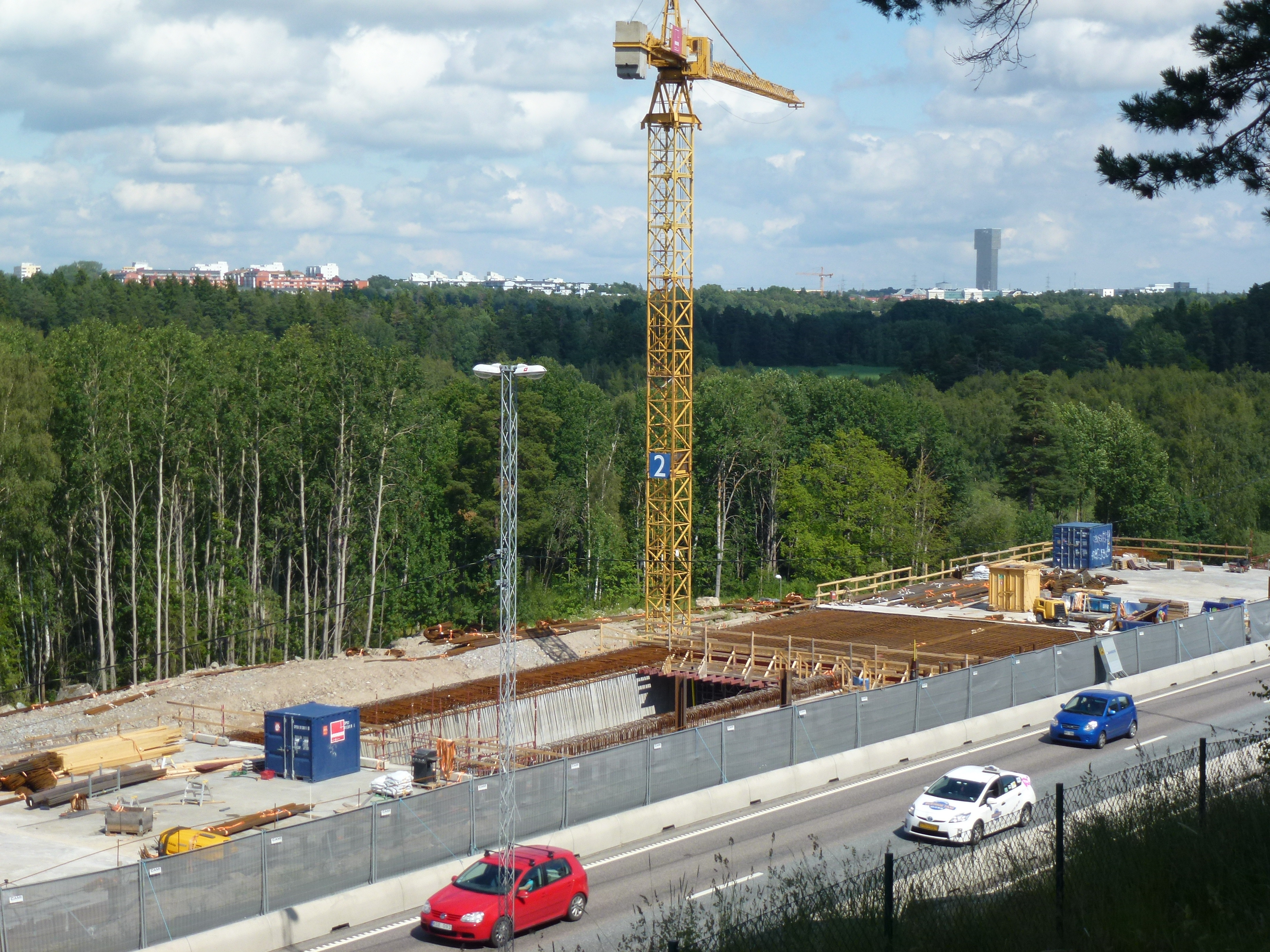
Gamla och nya E18 under byggnad vid Hjulsta, juni 2012
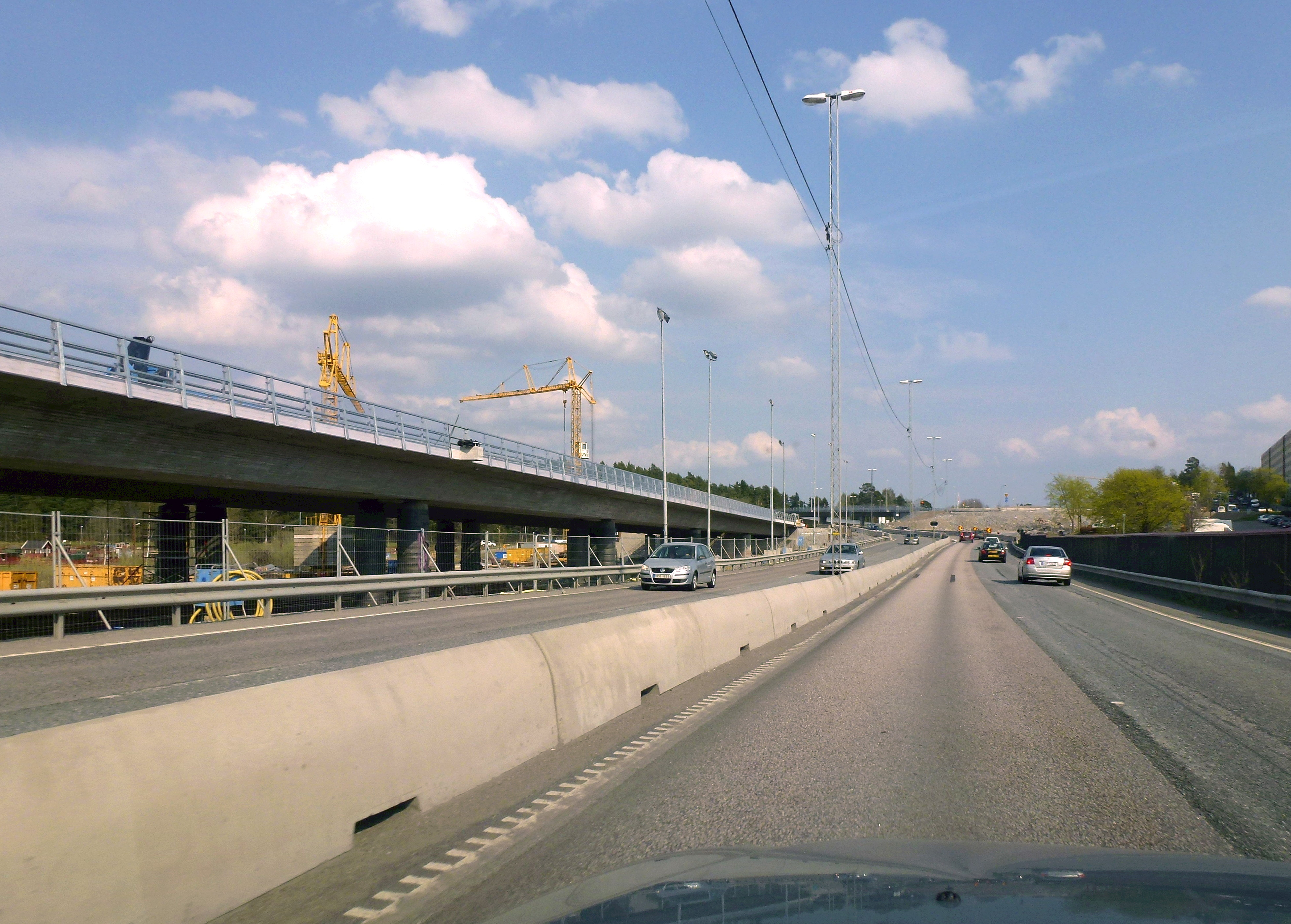
Gamla och nya E18 under byggnad vid Hjulsta, maj 2013
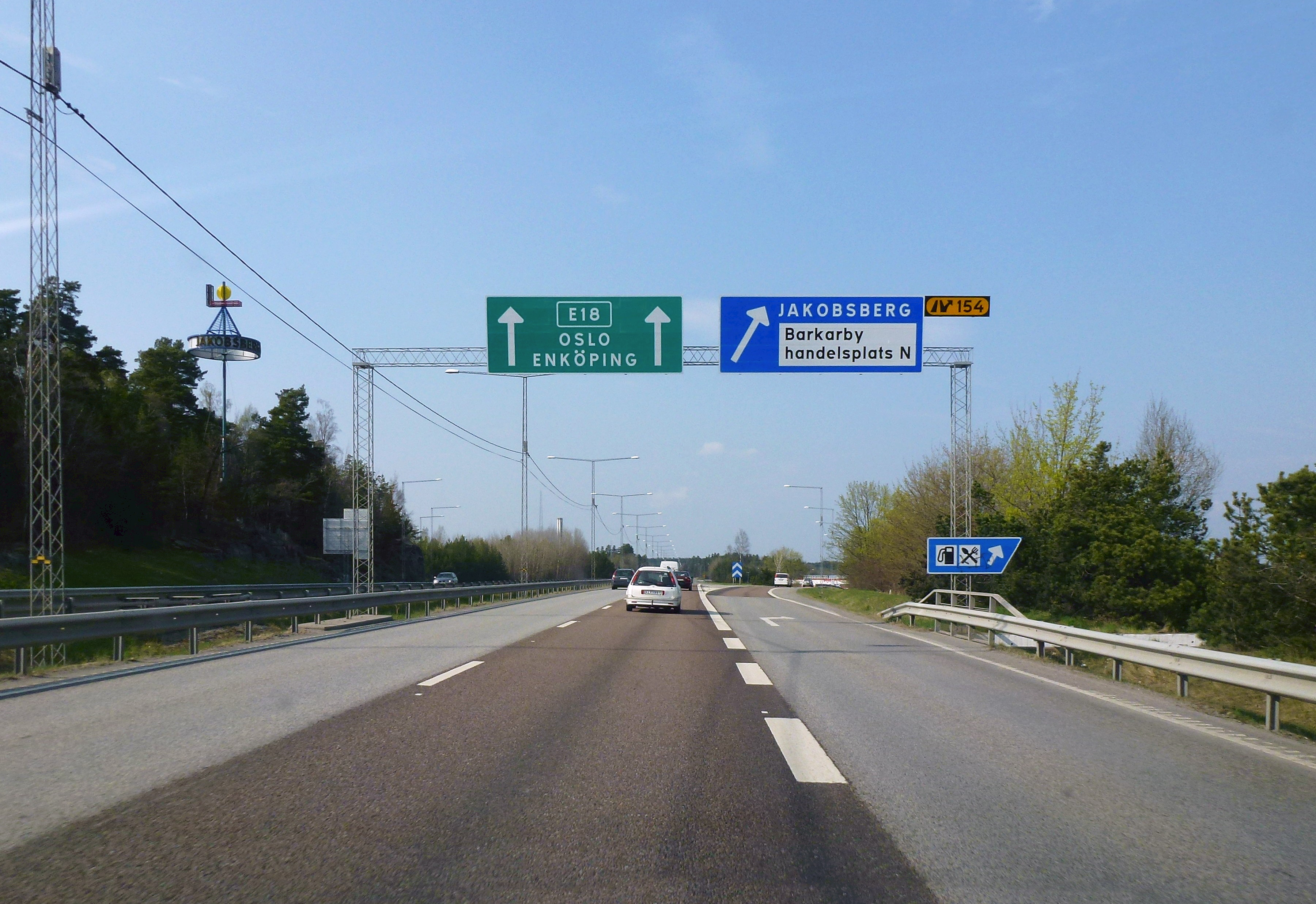
Enköpingsvägen E18 vid Jakobsberg, 2013

### Genom Uppsala län

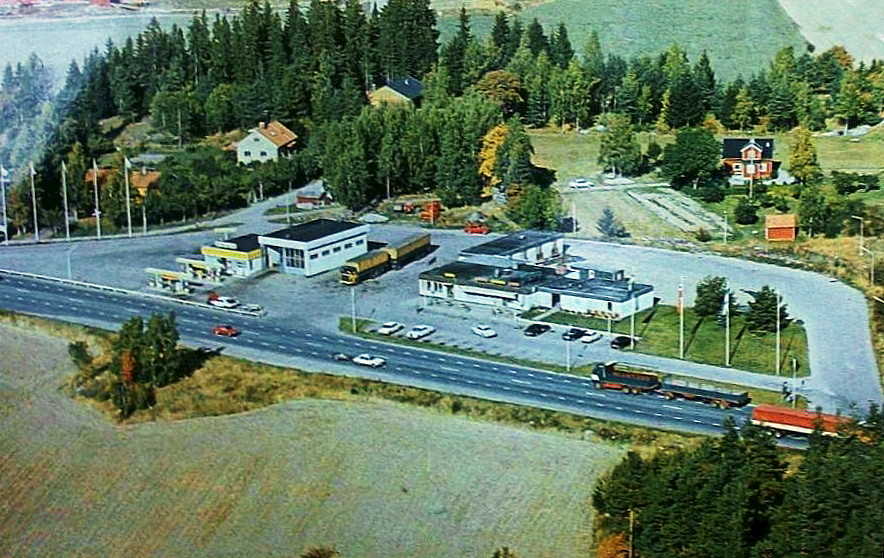
Sävsta motell när E18 gick förbi här.

Genom Bålsta är det Stockholmsvägen som representerar den gamla färdvägen mot Enköping. Här finns en milstolpe i gjutjärn med årtal 1850 (Kalmar 4:1). Norr om Bålsta byter vägen namn en gång till och heter nu igen Enköpingsvägen. Vid "trafikplats Åsen" norr om Bålsta korsar Enköpingsvägen motorvägen E18 och går nu nästan mot norr för att följa länsväg 263. Länsväg 263 har delvis samma sträckning som E18 hade fram till 1989.
Vid Övergrans kyrka finns den tidigare viktiga avtagsvägen mot norr och Uppsala samt Sala. Här stod den riksbekante "Cowboyen" det vill säga Lennart Lundkvist och vinkade i över 50 år till alla som körde förbi och bilisterna tutade och vinkade tillbaka. Lundkvist föddes 1932 och avled 1999. Han ligger begravd på Övergrans kyrkogård. Han blev så pass känd att det finns planer på att resa en staty över honom.
Ungefär 300 meter från avtagsvägen mot Örsundsbro står runstenen Upplands runinskrifter 652. Stenen, som inte står på sin ursprungliga plats, bär följande inskription: Gunnhild lät göra dessa [minnes]märken efter Tjälve, sin son, och efter sig själv. Arbjörn högg denna sten.
Cirka tre kilometer norr om nuvarande E18 passerar gamla Enköpingsvägen den numera nästan torra norra utlöparen av Ekolsundsviken, medan motorvägen förs över viken av de båda Ekolsundsbroarna. Den norra är 430 meter lång och 10 meter hög och stod klar 1989, till en början som motortrafikled. I oktober 1992 invigdes den södra bron som är 510 meter lång och 12 meter hög.
Strax öster om Ekolsundsviken finns ett cirka 2,15 kilometer långt vägavsnitt av den gamla landsvägen från 1688 bevarad. 1859 hade den huvudsakligen fått annan sträckning, utom den sydligaste delen. Delar av vägen används idag som brukningsväg eller väg till bebyggelse invid den, medan andra delar är helt övergivna. Sedan passerar gamla Enköpingsvägen Ekolsunds slott, där en del av den gamla slottsallén ingår i färdvägen.
Vid Sävsta öppnades 1960 Sävsta motell med verkstad och Shellmack. Men när den nya E18 tog över trafiken 1989 tvingades man att stänga. De sista sju kilometerna före "trafikplats Annelund" tar en del av Riksväg 55 över och strax väster om Varghällar möts gamla och nya Enköpingsvägen igen. Den gamla färdvägen heter nu Stockholmsvägen och leder in till Enköping, medan den nya E18 tar trafiken förbi och norr om staden.

### Nutida bilder gamla Enköpingsvägen

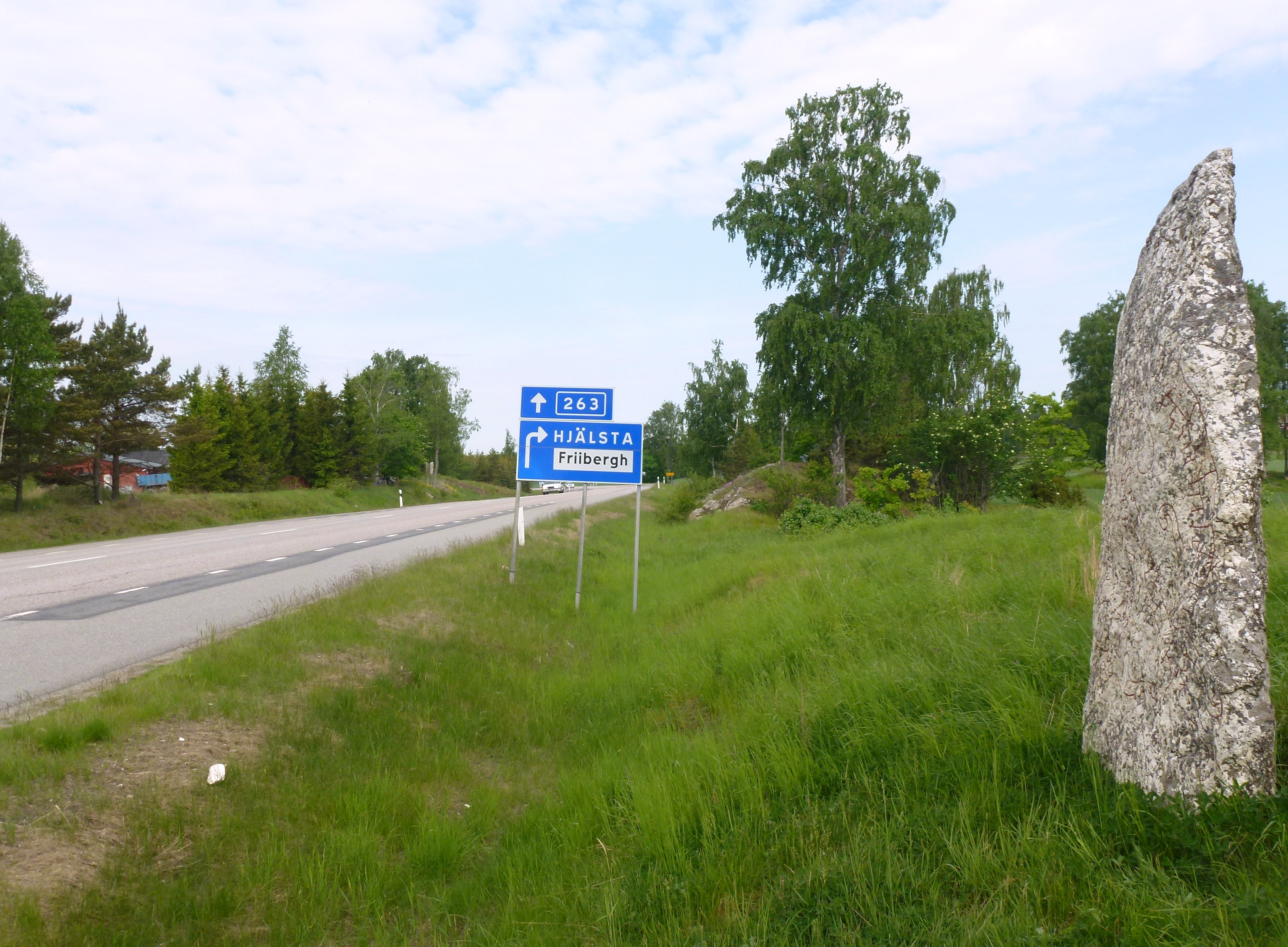
Gamla Enköpingsvägen och Upplands runinskrifter 652, vy mot väst
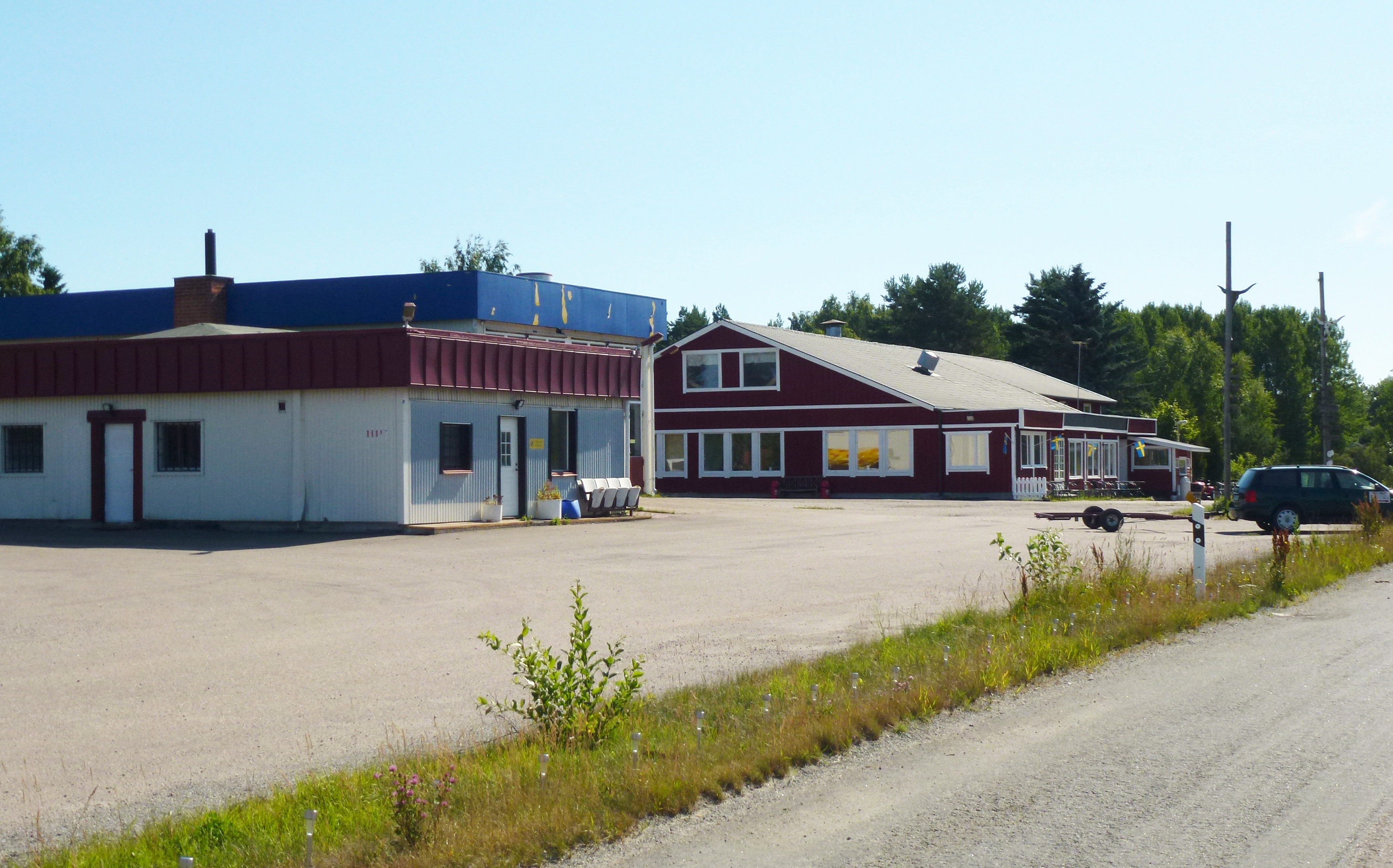
Före detta Sävsta motell i juli 2013, vy mot öst
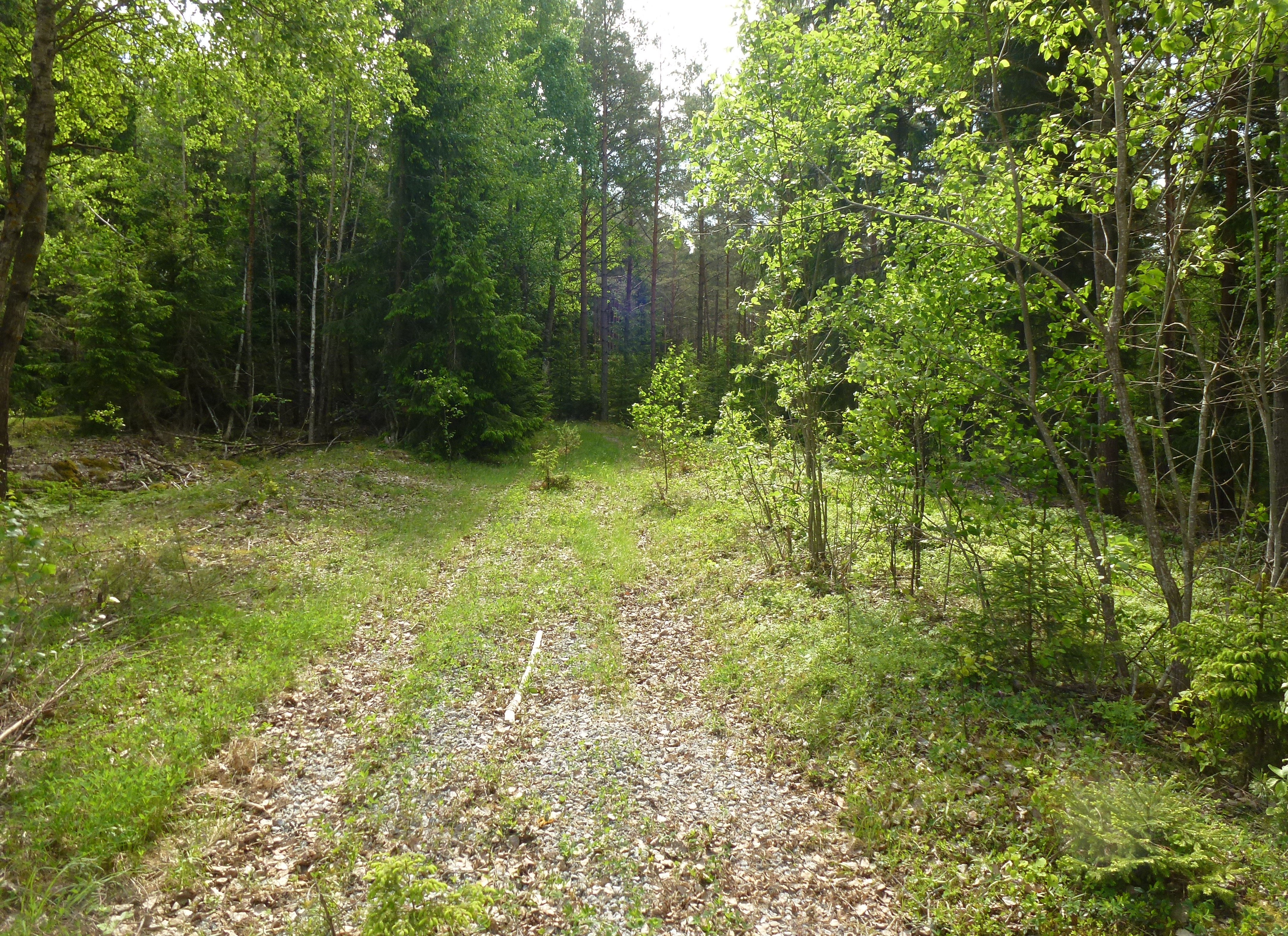
Övergiven del av gamla Enköpingsvägen väster om Sävsta
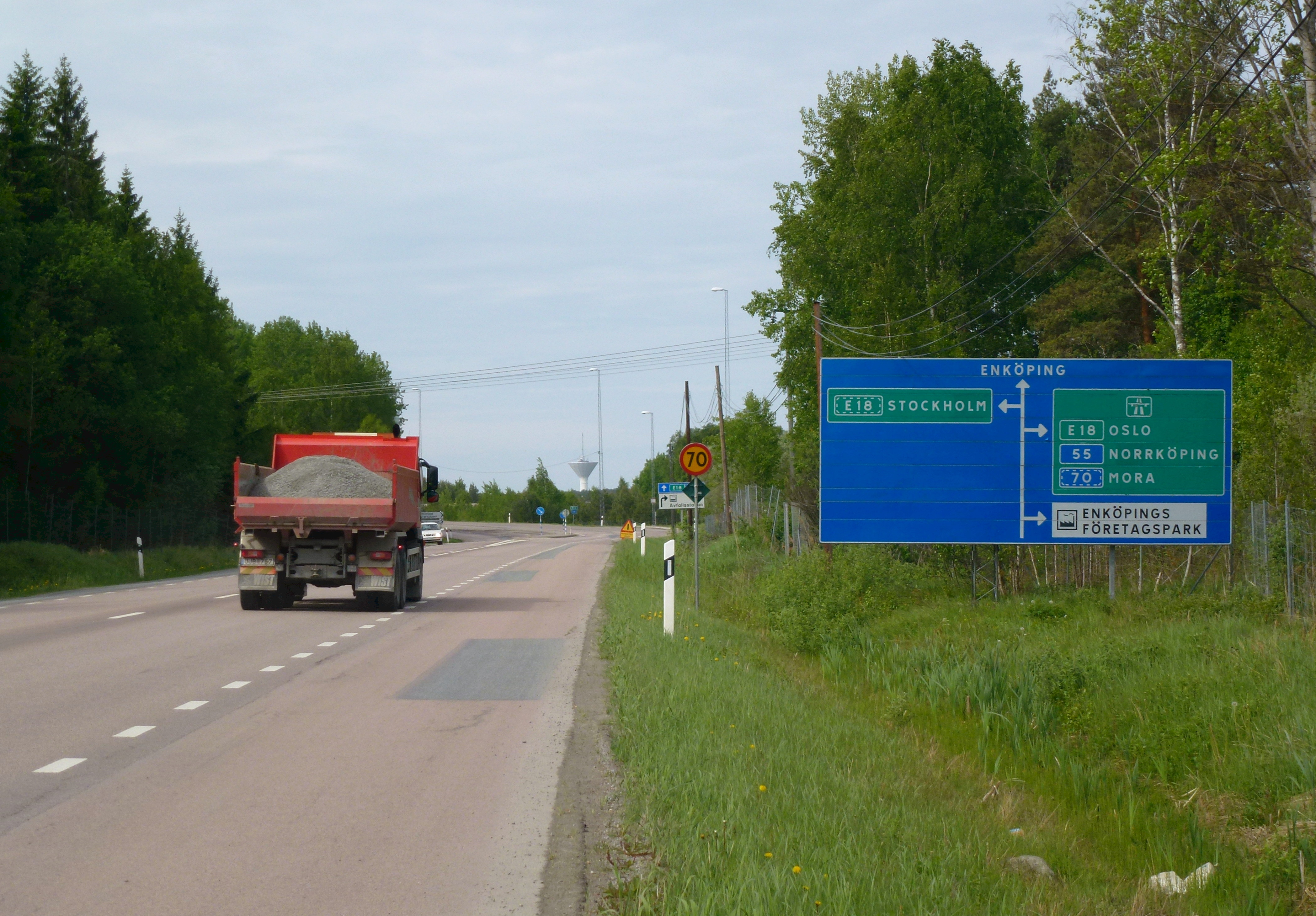
Enköpingsvägen (Rv. 55) före trafikplatsen Annelund och korsningen med motorvägen E18.

## Broar längs Enköpingsvägen

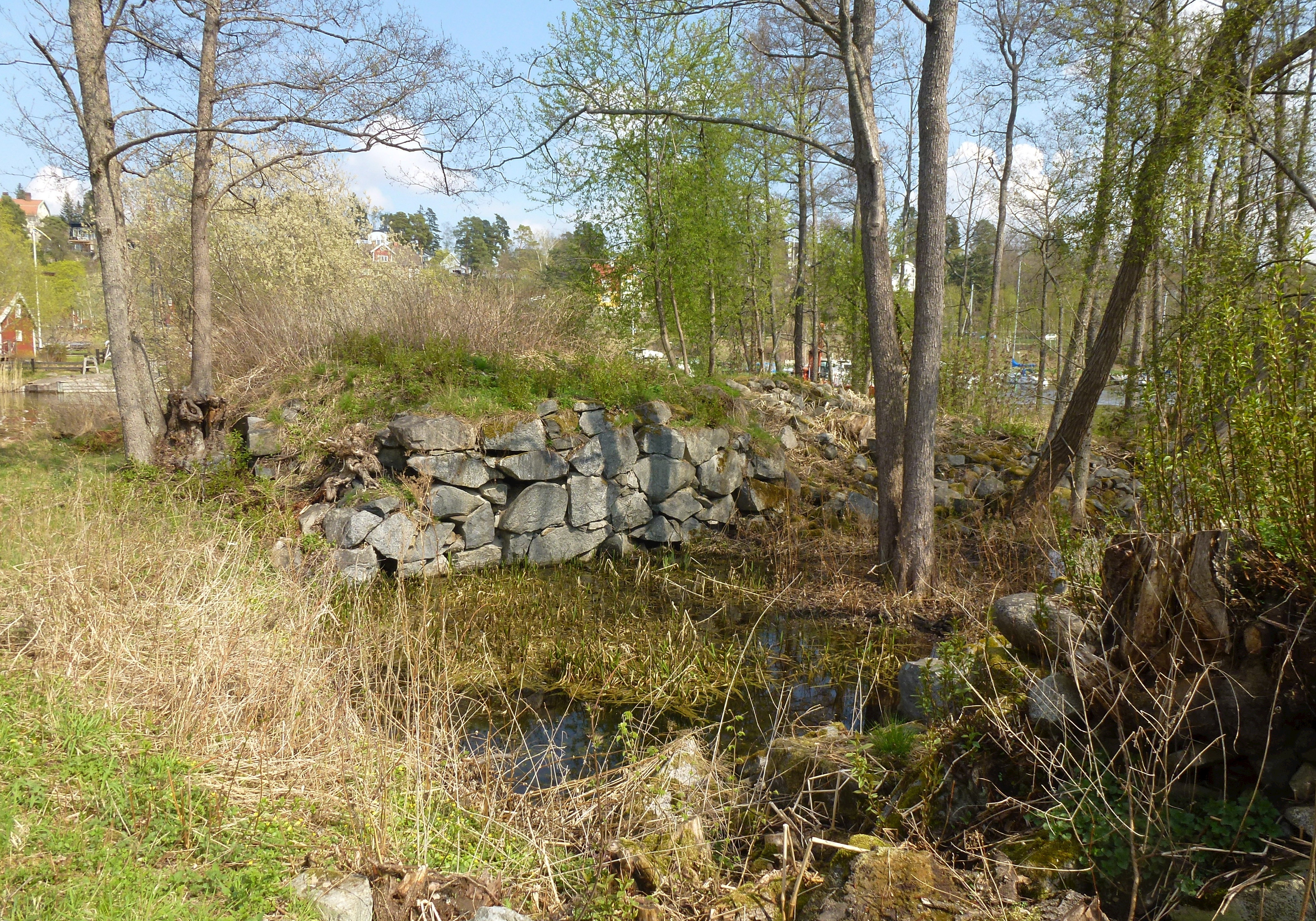
Gamla Stäketbrons brofäste från 1630-talet
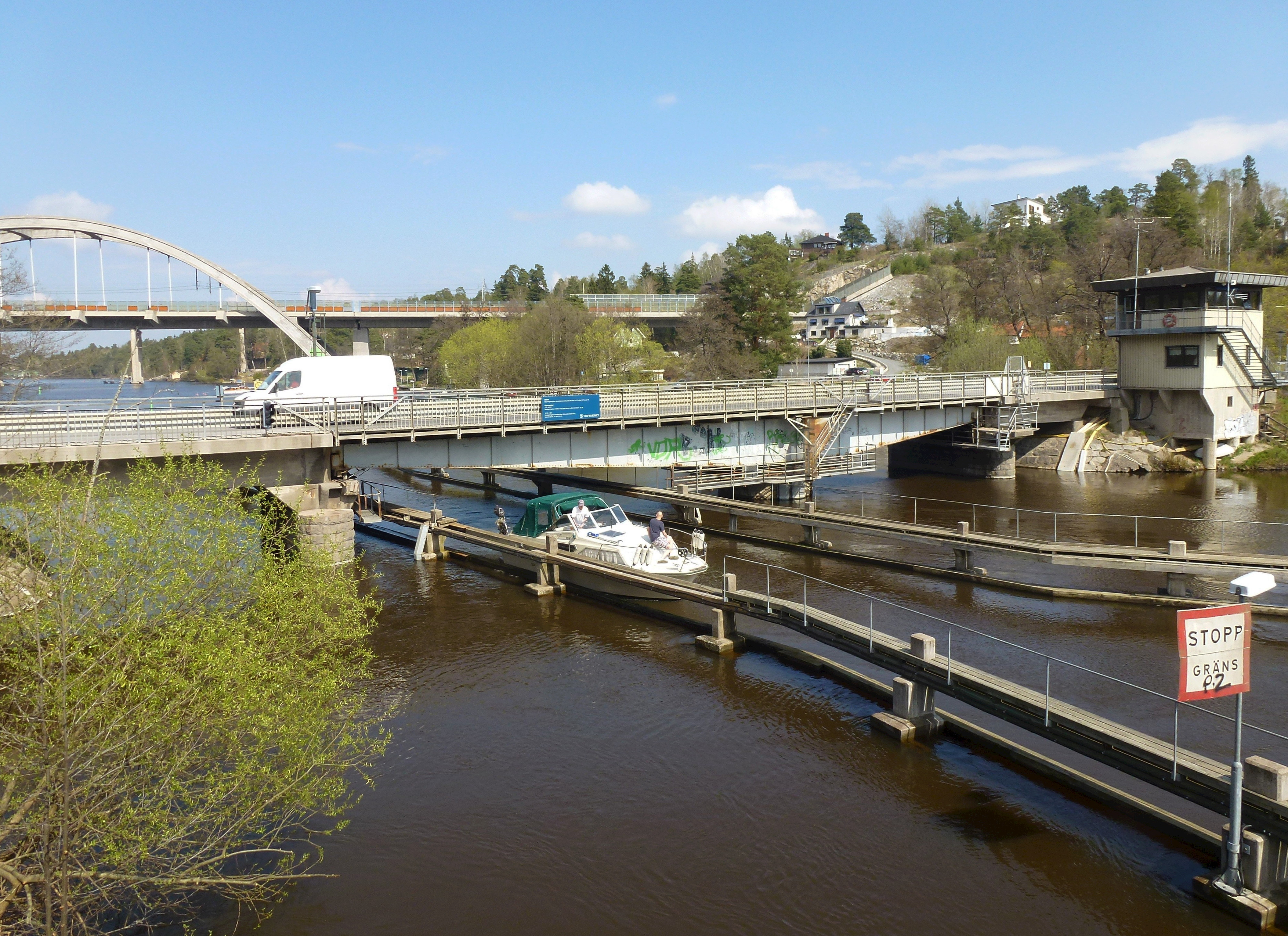
Gamla Stäketbron (svängbron) från 1926
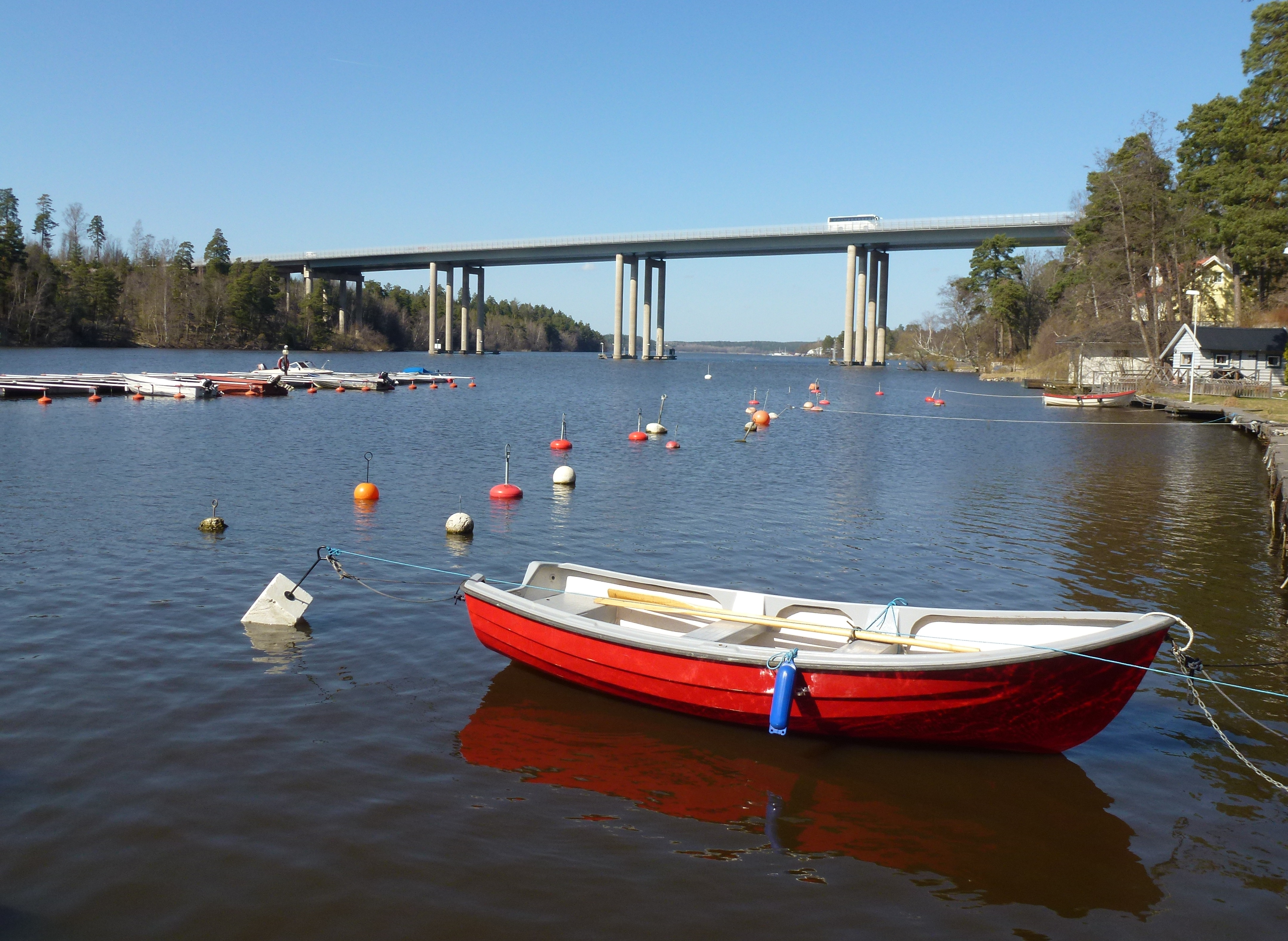
Nya Stäketbron (högbron) E18 från 1967
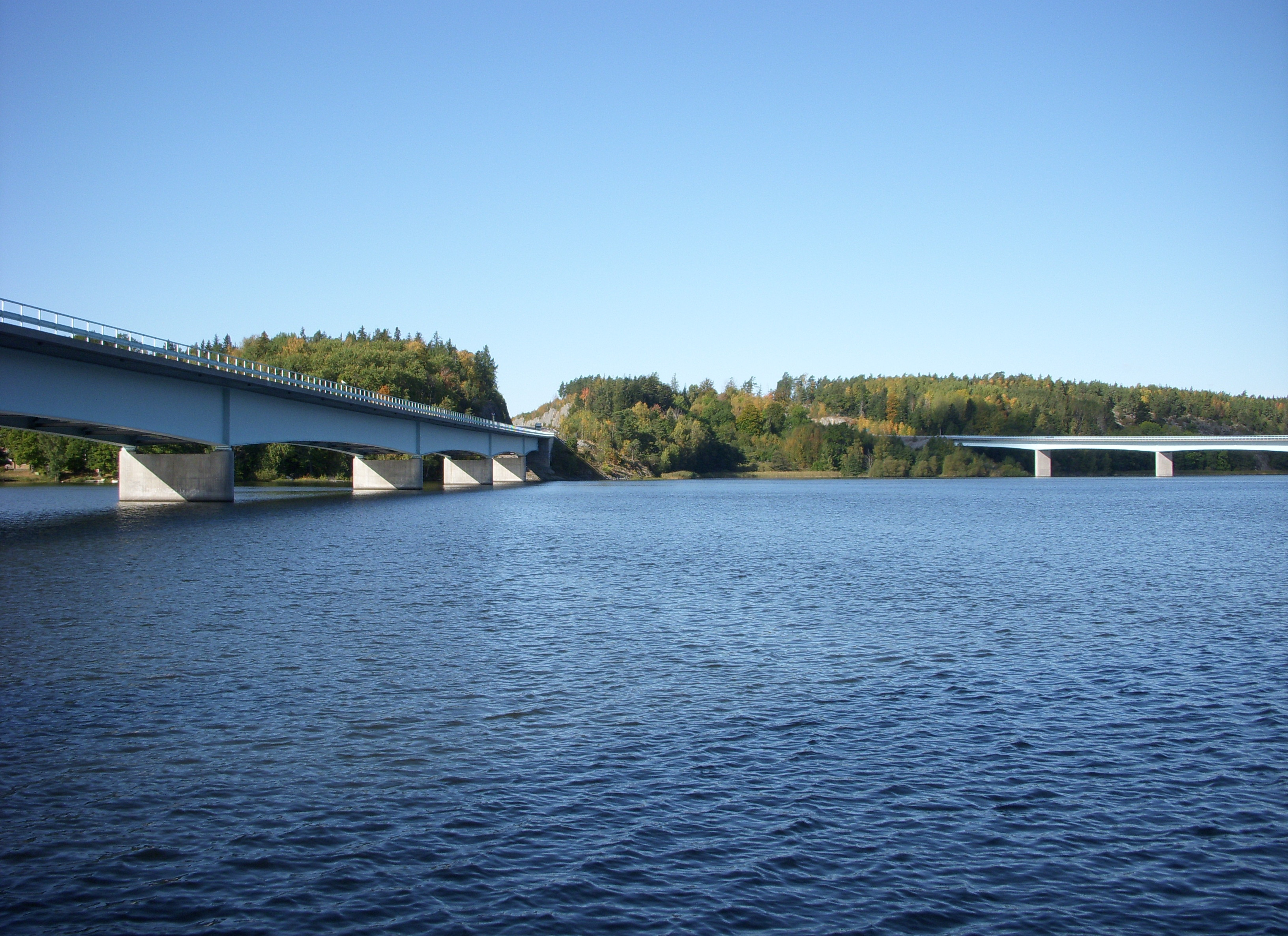
Ekolsundsbroarna från 1989 respektive 1992

### Källor

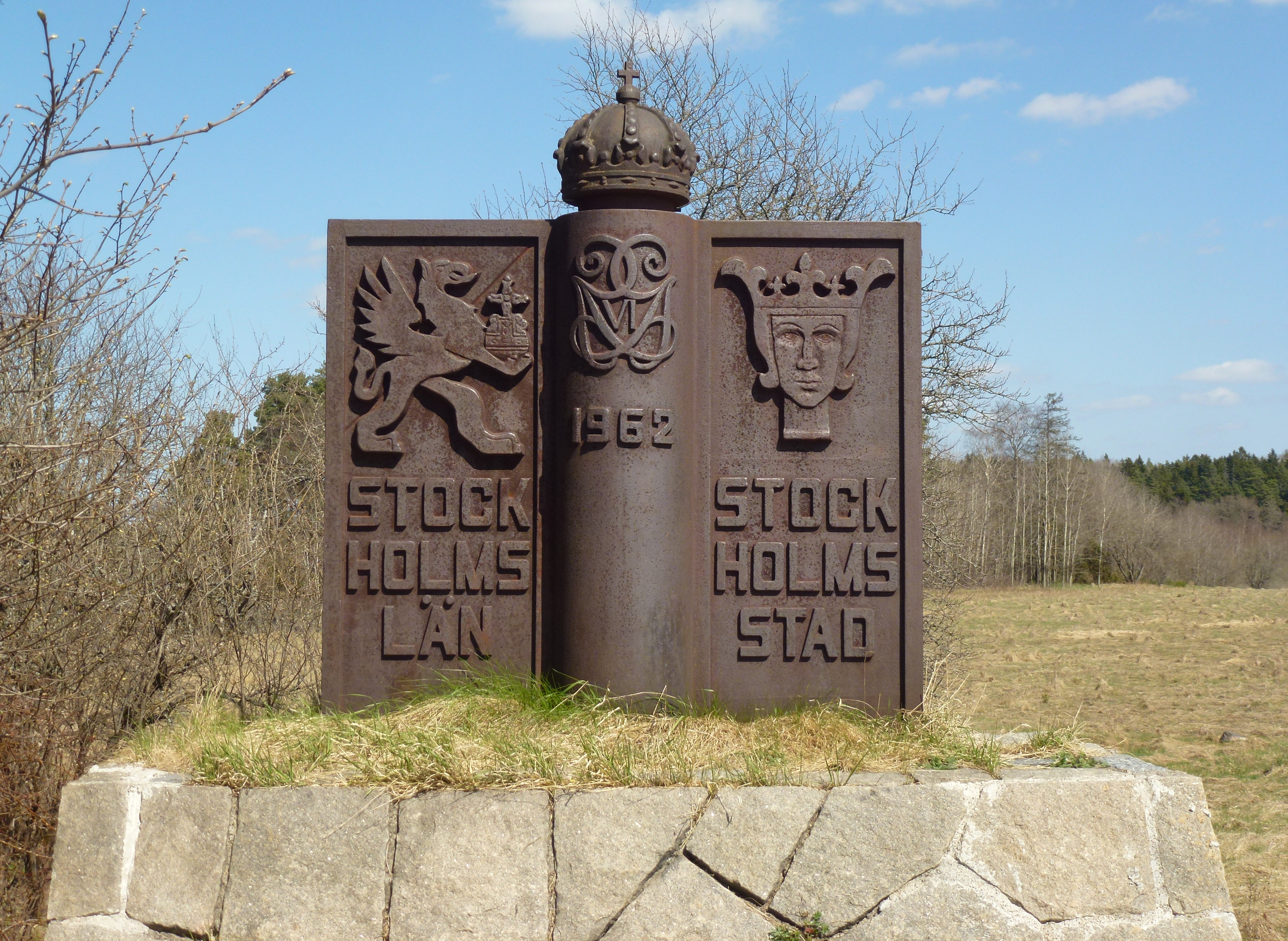
Gränsmärke i gjutjärn från 1962 vid gamla Enköpingsvägen i Barkarby mellan Stockholms stad och Järfälla kommun.

## Andra historiska färdvägar till och från Stockholm
- Göta landsväg
- Dalarövägen
- Södertäljevägen